# B.O.L.T

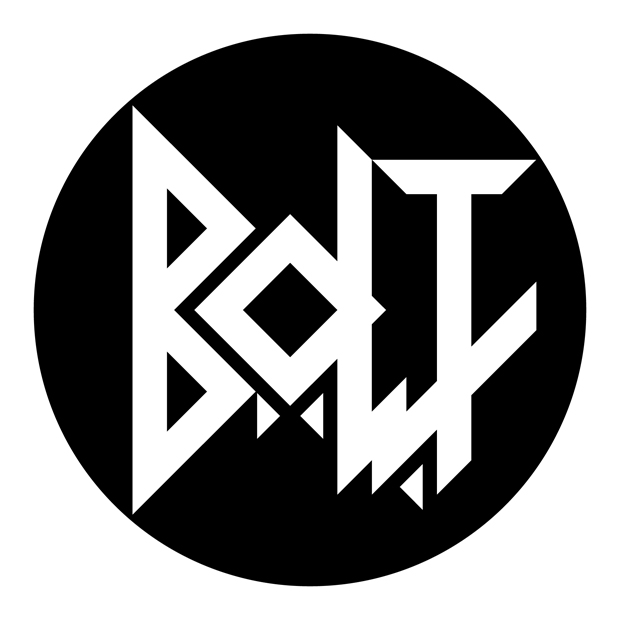
バージョン違いのロゴマーク

B.O.L.T（ボルト）は、日本の女性アイドルグループである。スターダストプロモーション所属。レーベルはEVIL LINE RECORDS。ももいろクローバーZなどの女性アイドルグループと共にSTARDUST PLANET（現 STAR PLANET、通称：スタプラ）を構成していた。

## 概要
芸能事務所スターダストプロモーションに所属していた女性アイドルグループ「3B junior」内の選抜ユニットとして「ロッカジャポニカ」が2014年に結成されたが、2019年4月の中野サンプラザ公演をもって活動終了となった。ロッカジャポニカの後継グループとして、2019年7月に元ロッカジャポニカの内藤るな、高井千帆及び平瀬美里の3人に同じスターダストプロモーションに所属する当時小学生であった青山菜花と白浜あやを加えた5人による新グループ「B.O.L.T」がレーベル主催のフェスで誕生した。改名やメンバー変更ではなく新グループとして結成された。2019年11月15日に平瀬美里が脱退してからは内藤るな、高井千帆、青山菜花及び白浜あやの4人組として活動をしていた。
結成1周年の2020年7月15日に1stアルバム『POP』でロッカジャポニカと同じEVIL LINE RECORDSよりメジャーデビューを果たした。STARDUST PLANET（現 STAR PLANET）内ではももいろクローバーZ、浪江女子発組合（現 LumiUnion）が同じEVIL LINE RECORDS所属となる。
年上組2人と年下組2人（2020年のメジャーデビュー時点で高卒・高卒・小6・小6）というメンバー構成で、主にフリーで踊る年上組とガッツリ踊る年下組というパフォーマンスを特徴としていた。2021年以降は4人で合わせて踊る曲がメインとなっていた。また、年の差を感じさせない4人の仲の良さもB.O.L.Tの特長の一つである。
楽曲面ではメロディックパンク系のアーティストなどが提供するバンドサウンドやメロコアを中心としたロック色の強いポップソングが特徴で、「パンク・ロック」「ポップ・パンク」「ポップ・ロック」といった言葉で説明されることが多い。主な楽曲提供アーティストはHawaiian6、HUSKING BEE、愛はズボーン、TOTALFAT、どついたるねん、SpecialThanks、Hold Out Hopeなどが名を連ねている。
2023年4月15日に解散した。

### グループ名
グループ名の意味や由来について、2019年11月21日に出演した『DJ Tomoaki's Radio Show!』（下北FM）にて今後何らかのかたちで披露されるとの発言もあったが、それらが公表される前に解散した。

### イメージカラー
イメージカラーやメンバーカラーの公式設定は無い。
公式メンバーカラーは無いが、ペンライトの色については、高井推しはももクロの玉井詩織推しでもあることから黄色、内藤推しはロッカジャポニカのシングル『MUGEN』の衣装やももクロの推しなどから紫、青山推しは名前に含まれる青、白浜推しはオレンジを使うファンが多い。
2022年7月15日のライブで発売された公式ペンライト「B.O.L.T THUNDER STICK」の色と順番は「青→紫→黄→オレンジ→白」となっていて、MC立ち位置の上手側から青山・内藤・高井・白浜の色と、箱押しの白を除き前述の色と一致し、事実上の公認カラーとなった。

### メンバーの愛称
B.O.L.Tメンバー4人を表す愛称として「ぼるちゃんｽﾞ」（「ボルちゃんｽﾞ」）と呼ぶことがある。「ぼる（ボル）ちゃんｽﾞ」の「ｽﾞ」は半角表記となる。

### ファンの愛称
結成当初メンバーはいずれ決めたいと話していたが、公式には決まったものは無い。メンバーは仮の愛称として「ファンの方」と言うことがある。

## メンバー
※ 2023年4月15日活動終了時点。

### 最終メンバー
| 名前                     | 愛称              | 愛称              | 生年月日（年齢）       | 出身     | 備考                                                                      |
| ------------------------ | ----------------- | ----------------- | ---------------------- | -------- | ------------------------------------------------------------------------- |
| 内藤るな ないとう るな   | るんぱん          | るんぱん          | 2000年12月23日（24歳） | 東京都   | 浪江女子発組合、 元ロッカジャポニカ、 元3B Junior、 元みにちあ☆ベアーズ   |
| 高井千帆 たかい ちほ     | ちぃ、 ちぃちゃん | ちぃ、 ちぃちゃん | 2001年11月20日（23歳） | 東京都   | 元浪江女子発組合、 元ロッカジャポニカ、 元3B Junior、 元みにちあ☆ベアーズ |
| 青山菜花 あおやま なのは | なのちゃん        | あやなの          | 2008年9月10日（16歳）  | 東京都   | 浪江女子発組合、 元スタプラ研究生                                         |
| 白浜あや しらはま あや   | あやちゃん        | あやなの          | 2008年4月11日（17歳）  | 神奈川県 | スタプラ研究生                                                            |

### 旧メンバー
| 名前                   | 愛称              | 生年月日（年齢）     | 出身   | 備考                                                   |
| ---------------------- | ----------------- | -------------------- | ------ | ------------------------------------------------------ |
| 平瀬美里 ひらせ みさと | みぃ、 みぃちゃん | 2002年8月6日（23歳） | 千葉県 | 元ロッカジャポニカ、 元3B Junior、 元みにちあ☆ベアーズ |

## 略歴
2019年
- 7月15日 レーベル発足5周年を記念して開催されたフェス『EVIL LINE RECORDS 5th Anniversary FES. “EVIL A LIVE” 2019』（会場：パシフィコ横浜国立大ホール）に於いて「星が降る街」のパフォーマンスを行い、新グループ「B.O.L.T」がお披露目された。
- 7月16日 内藤るなと高井千帆がInstagramを開設した。
- 7月22日 公式YouTubeチャンネル「B.O.L.T_Official YouTube Channel」を開設。「星が降る街」のライブ映像を一部公開した。
- 8月3日 『TOKYO IDOL FESTIVAL 2019』の「スターダストプラネットスペシャルステージ」（DREAM STAGE）に出演。「星が降る街」と初披露となる「夜更けのプロローグ」をパフォーマンス。この2曲を8月中に配信することが発表された。また、平瀬美里は17才目前企画として「逆プレゼント特典会」を単独で実施した。
- 8月4日 『MomocloMania2019 -ROAD TO 2020- 史上最大のプレ開会式』（会場：メットライフドーム）で水撒きを行うイベント「ライオンズタイム」に参加。また、会場から配信するニコニコ生放送の番組『【ももいろクローバーZ】MomocloMania2019 〜興奮の会場から音漏れ配信 メンバー生出演』に内藤と高井が出演した。
- 8月6日 平瀬が17歳の誕生日にInstagramを開設した。
- 8月17日 - 26日 明治座で行われた『ももクロ一座特別公演』に内藤、高井及び平瀬が出演。25日には全国でライブビューイングも実施した。
- 8月21日 明治座『ももクロ一座特別公演』の開場中に毎日実施しているアメフラっシのイベント「めざせ明治座！アメフラ場外10ラウンド」に青山菜花と白浜あやが出演。
- 8月23日 「星が降る街」「夜更けのプロローグ」の2曲を1st配信EP『星が降る街/夜更けのプロローグ』として配信した。また、アーティストロゴも同時に公開された。ロゴとジャケットのデザインは、ももいろクローバーZのロゴのデザインも行った東京山田デザイン事務所が担当。
- 9月2日 テレ朝動画『川上アキラの人のふんどしでひとりふんどし ＃200』に高井が出演。
- 10月2日 ニッポン放送『ミューコミプラス』に内藤が出演。
- 10月5日 『ギュウ農フェス秋のSP 爆音大収穫祭 road to 2020』（会場：新木場STUDIO COAST）に出演。初のオリジナルグッズも販売された。ライブのMCでは、配信中の2曲と新曲の計3曲が入ったCDの発売と、11月15日にMt.RAINIER HALL SHIBUYA PLEASURE PLEASUREにてイベントを開催することが発表された。
- 10月11日 高井のInstagramにて初のインスタライブを実施。
- 10月15日 平瀬が11月15日の単独イベントを以て脱退することが発表された。
- 10月29日 11月15日の単独イベント会場で限定販売されるCDのタイトルとジャケットが公開された。
- 11月11日 テレ朝動画『川上アキラの人のふんどしでひとりふんどし ＃211』に平瀬が出演。今後の夢や目標について語った。
- 11月11日 新曲「ここから」のレコーディング風景やオフショットなどを収めた特別映像でYouTubeで公開した。
- 11月15日 Mt.RAINIER HALL SHIBUYA PLEASURE PLEASUREにて、B.O.L.T初の単独イベントとなる「『ここから』CD発売記念イベント」を開催。この日発売の会場限定CD『ここから』に収録の3曲に加えて、平瀬のロッカジャポニカ時代のソロ曲「さよならからはじまりへ」と、4人での最初の曲「宙に浮くぐらい」を披露した。この日で脱退する平瀬にとってはアイドルとしての最後のステージとなった。公演の模様はニコニコ生放送にて生配信された。また、B.O.L.Tの公式サイトを開設した。
- 11月16日 「EVIL LINE RECORDS OFFICIAL STORE」および「KING e-SHOP」にて、限定シングル『ここから』の通販が開始された。
- 11月20日 初のYouTube Liveでの生配信が行われた。
- 11月21日 下北FM『DJ Tomoaki's Radio Show!』公開生放送にアシスタントMCとして内藤と高井が出演。
- 11月24日 「浪江女子発組合」のメンバーとして内藤と高井が『復興なみえ町十日市祭』のステージに出演。イベントの模様はニコニコ生放送で配信された。今後も浪江町を中心に定期的に活動することが発表された。
- 12月7日 さいたま国際マラソンの「けやきひろばステージ」に出演。
- 12月16日 『渋谷LOFT9アイドル倶楽部vol.11』に高井が出演。
- 12月24日・25日 『ももいろクリスマス2019 〜冬空のミラーボール〜』のサテライトパーク「堀アキラ パート2」（会場：さいたまスーパーアリーナ コミュニティアリーナ）に出演。
- 12月26日 『H.I.P. presents FUMI FES. vol.4」（会場：柏PALOOZA）にオープニングアクトとして出演。
- 12月31日 『第3回 ももいろ歌合戦』（会場：横浜アリーナ）の「歌合戦まで待てない！年の瀬芸能ショー」に出演。

2020年
- 1月3日 『TOKYO IDOL PROJECT × @JAM ニューイヤープレミアムパーティー2020』（会場：Zepp Tokyo）に出演。新曲「SLEEPY BUSTERS」を初披露した。
- 1月13日 ニッポン放送の『スタプラアイドルフェスラジオ』に高井が出演。
- 1月15日 「宙に浮くぐらい」が配信された。ジャケットのイラストは菅原そうたが手がけた。
- 1月19日 『「ミューコミプラス」 presents スタプラアイドルフェスティバル〜今宵、シンデレラが決まる〜』（会場：横浜アリーナ）に出演。
- 1月22日 「宙に浮くぐらい」のミュージックビデオ（以下、MV）がYouTubeで公開された。なお、撮影は1月に行われた。
- 2月7日 「SLEEPY BUSTERS」を配信した。楽曲は愛はズボーンが提供。作詞とジャケットは愛はズボーンの金城昌秀が担当した。
- 2月9日 『MX IDOL FESTIVAL Vol.15』（会場：豊洲PIT）に出演。
- 2月22日 『@JAM the Field vol.17』（会場：新宿BLAZE）に出演。
- 2月23日 『H.I.P. presents FUMI FES. vol.7』（会場：柏PALOOZA）に出演。
- 2月28日 内藤のInstagramにて初のインスタライブを実施。
- 3月9日 REALIVE360公式YouTubeチャンネルのVR生配信番組『REALIVE360 presents「高城れにの大感さ祭♡（だいかんさしゃい）」』（会場：カルッツかわさき）に出演。
- 3月15日 『H.I.P.presents「GIG TAKAHASHI tour 2020」』（会場：新宿BLAZE）に出演予定だったが、新型コロナウイルス感染拡大防止のためイベントが延期となった。
- 3月19日 フジテレビNEXT『しおこうじ玉井詩織×坂崎幸之助のももいろフォーク村NEXT』生放送に出演。
- 4月5日 『ギュウ農フェス春のSP2020 5th anniversary 2days』（会場：新木場STUDIO COAST）に出演予定だったが、新型コロナウイルス感染拡大防止のためイベントが無期限延期となった。また、スタプラメンバーが出演するYouTubeショッピング番組『チャレンジ！推し売りプラネット！〜アイドルも家にいろ！〜』に内藤と高井が出演。
- 4月24日 新型コロナウイルス感染拡大防止に向けた対応に伴い、5月13日に発売される予定だったメジャーデビューアルバム『POP』の発売日を結成1周年記念日となる7月15日に延期することと、5月13日に新曲を先行配信することが発表された。また、5月16日に下北沢GARDENで開催されて初ワンマンライブとなるはずだった『B.O.L.T 1st ALBUM RELEASE ONE MAN』の延期が発表された。
- 5月3日 - 12日 公式YouTubeチャンネルにて10日間連続配信が行われた。
- 5月7日 下北FM『DJ Tomoaki's Radio Show!』公開生放送にアシスタントMCとして内藤がリモート出演。
- 5月11日・25日 TEAM SHACHIの大黒柚姫とSCRAPの瀬戸口俊介によるYouTube生配信番組『柚姫の部屋 第42回』に内藤と高井が出演。
- 5月13日 アルバム収録曲から「足音」を先行配信した。
- 6月1日 - 4日 『うちの子たちがしゃべります！DJヤザキングの「Let's Radio challenge!」』の第2弾を公式YouTubeチャンネルにて配信。
- 6月5日 アルバム収録曲から「BON-NO-BORN」を先行配信した。
- 6月25日 下北FM『DJ Tomoaki's Radio Show!』公開生放送にアシスタントMCとして高井がリモート出演。
- 6月26日 アルバム収録曲から「axis」を先行配信した。
- 6月27日 新曲「axis」のMVを公開した。
- 7月3日 ニコニコ生放送で行われる、スタプラ所属グループによるリレー形式の生放送番組『ニコS』に出演。
- 7月4日・11日・14日・18日 リミスタの公式YouTubeチャンネルにて『メジャーデビュー1stアルバム「POP」発売記念インターネットサイン会』を実施。
- 7月15日 メジャーデビュー1stアルバム『POP』を発売。 また、当日に生配信された『B.O.L.T.V 〜ボルティービー〜』にて、初のワンマンライブとなるはずだった『B.O.L.T 1st ALBUM RELEASE ONE MAN』の振替公演が当初開催予定日の一年後にあたる2021年5月16日に同じく下北沢GARDENで開催されることが発表された。
- 7月17日 無料会員「B.O.L.To meet」を開設した。
- 8月6日 『H.I.P. presents GIG TAKAHASHI tour 2020 〜ツアーファイナル 配信ライブ〜』に出演。
- 8月16日 WithLIVEで『1stアルバム「POP」発売記念 オンラインリリースイベント』を開催。ミニライブの他に、「THE 曲もホッサゲ！POP JAM」と題してキングレコードのディレクター長島氏により、1部では「足音」「SLEEPY BUSTERS」、2部では「星が降る街」「BON-NO BORN」の解説が行われた。
- 8月29日 『@JAM ONLINE FESTIVAL 2020』（Yellowステージ）に出演。
- 8月31日 『渋谷LOFT9アイドル倶楽部vol.16』に内藤が出演。
- 9月5日・6日・13日・21日 リミスタの公式YouTubeチャンネルにて『メジャーデビュー1stアルバム「POP」発売記念インターネットサイン会』を実施。
- 9月10日 『ニコSオンラインライブ』に出演。当日が誕生日の青山がソロでAIの「Story」を歌唱した。また、2021年5月16日に振り替えられていた『B.O.L.T 1st ALBUM RELEASE ONE MAN』が会場となる下北沢GARDENの閉店に伴い中止となること、その代替公演として2020年10月17日にZepp Tokyoにて『B.O.L.T「POP」ONE MAN LIVE@Zepp Tokyo』を開催することがサプライズ発表された。また、ライブ直後にはリミスタにて内藤と高井によるネットサイン会が行われた。
- 9月14日 YouTube生配信番組『柚姫の部屋 第60回』に内藤と高井が出演。
- 9月19日 talkportで『B.O.L.T「POP」発売記念Talkportオンラインリリースイベント』を開催。ミニライブに加え、前回のリリースイベントに続き開催された「THE 曲もホッサゲ！POP JAM」コーナーでは、『POP』のリード曲「axis」の解説が行われた。
- 10月4日 『TOKYO IDOL FESTIVAL オンライン 2020』（CG labo・SKY STAGE）に出演。
- 10月11日・24日・11月7日・14日・21日・12月6日・9日・13日・27日・2021年1月16日・23日・24日・2月13日 リミスタの公式YouTubeチャンネルにて『1st single「Don’t Blink」インターネットサイン会』を実施。
- 10月17日 B.O.L.T初のワンマンライブ『B.O.L.T「POP」ONE MAN LIVE@Zepp Tokyo』をZepp Tokyoにて開催。新曲「Don't Blink」を初披露した。
- 10月18日 『ギュウ農フェス 5th ANNIVERSARY 秋のSP2020』（会場：新木場STUDIO COAST）に出演。
- 10月24日 主題歌を担当するBSテレ東のドラマ『どんぶり委員長』の初回放送となるこの日、公式YouTubeチャンネルにて『ドラマ楽しみだね記念 B.O.L.T.V 〜ボルティービー〜』生配信が行われた。
- 10月25日・11月8日・15日・22日・28日・12月8日・20日・26日 talkportで『1st single「Don’t Blink」発売決定記念Talk Portトーク特典会』が実施された。
- 11月3日 『H.I.P. presents GIG TAKAHASHI 2020 配信ライブ』（会場：高崎clubFLEEZ）に1部のトリとして出演。
- 11月9日 YouTube生配信番組『柚姫の部屋  第68回 五教科謎検ルームメイトランキング発表スペシャル』に内藤が出演。
- 11月13日 公式YouTubeチャンネルにてラジオ番組『B.O.L.Talk（ボルトーク）』の配信を開始した。期間限定で毎週金曜日に配信。全6回。
- 11月16日 テレ朝動画『川上アキラの人のふんどしでひとりふんどし ＃250』生放送に出演。1stシングル「Don’t Blink」のMVが初公開された。
- 11月29日 『@JAM THE WORLD 秋のジャムまつり！2020』（会場：新宿ReNY）に出演。
- 12月1日 「Don't Blink」が牛丼チェーン店すき家の店内放送で12月31日まで毎時2回流れることが発表された。「どんぶり」繋がりでもあり、神奈川県のパシフィコ横浜で誕生したB.O.L.Tと、神奈川県横浜市に1号店を開店したすき家は同郷という繋がりもあって実現した。
- 12月5日・19日 『B.O.L.T「Don't Blink」どんぶりん付きCD発売記念インターネットサイン会』を開催。
- 12月9日 BSテレ東のドラマ『どんぶり委員長』の主題歌である1stシングル「Don't Blink」を発売。また、「Don’t Blink」のレコーディング風景と収録曲「淡い空」のPROMOTION MOVIEが公開された。
- 12月12日 『B.O.L.T ファーストシングル「Don’t Blink」発売記念オンラインリリースイベント』を開催。ミニライブに加えて、1部は「MV生コメンタリー」、2部は「今年を振り返ろうボルペディ」コーナーを行った。
- 12月15日 YouTube LIVEで生放送される音楽番組『WONDER WHEEL』に出演。talkportでの特典会も実施された。
- 12月22日 翌日に20歳の誕生日を迎える内藤るなのセルフプロデュース公演『Luna FESTIVAL』（会場：恵比寿ザ・ガーデンルーム）を開催。1部の「〜last teen’s collection〜」は、内藤が愛するファッションをテーマにした公演で、ファッションブランド「X-girl」協力のもと、内藤がメンバーそれぞれに合ったコーディネートを行った。2部の「〜The teenage last LIVE〜」はライブで、B.O.L.Tの楽曲の他にカバー曲として「ベリメリ・クリスマス」、「Saint Mental gift」「竜人くんが大好きです♡」、ソロ曲「SUPER STAR」を披露した。3部の「〜After talk show〜」は内藤と高井のトークショーで、内藤の過去の映像とともにオーディオコメンタリー形式で十代を振り返った。
- 12月24日 下北FM『DJ Tomoaki's Radio Show!』公開生放送にアシスタントMCとして内藤がリモート出演。
- 12月28日 TEAM SHACHIの大黒柚姫とSCRAPの瀬戸口俊介によるYouTube生配信番組『柚姫の部屋 第75回』の主である大黒が不在となり、ピンチヒッターで内藤と高井が出演した。
- 12月29日 アメフラっシの単独イベント『アメフラっシ大感謝祭2020』の2部「第１回日本アメデミー賞」に白浜と青山がゲスト出演。また、内藤と高井もサプライズ出演をして、「Don’t Blink」のパフォーマンスも披露した。

2021年
- 1月2日 『TOKYO IDOL PROJECT × @JAM ニューイヤープレミアムパーティー2021』に出演。talkportでの特典会も実施された。
- 1月16日 スタプラフェスが延期になったため、代わりにYouTubeで緊急生配信された『スタプラアイドルフェス・ラジオ』に出演。
- 1月17日 NEO JAPONISM主催公演『KASSEN-合戦-』（開場：白金高輪SELENE b2）に出演。talkPortトーク特典会も実施。
- 1月31日 『MX IDOL FESTIVAL Vol.21』（会場・Zepp Haneda）2部に出演。
- 2月2日 『ツインテールフェス 2021』（会場・TSUTAYA O-WEST）に出演。オンライン特典会も実施。
- 2月7日 毎年冬に台湾・台北市にて開催される台湾最大級の漫画アニメイベント『台北國際動漫節』のオフィシャルステージ「ICHIBAN JAPAN STAGE」に出演。日本からの無観客配信となる。オンライン特典会も実施。
- 2月22日 テレ朝動画『川上アキラの人のふんどしでひとりふんどし ＃263』生放送に出演。新企画「あやなの小学生ラスト1ヵ月！余すことなくやりきるぞ！毎日YouTube投稿」が発表された。
- 2月23日・3月6日・7日・10日・14日・20日 『B.O.L.T「POP」ONE MAN LIVE@Zepp Tokyo』Blu-ray発売記念としてオンライン特典会を実施。
- 2月28日 延期となっていたTask have Fun主催の2マンライブ『タスクフォースvol.1』（会場・横浜ベイホール）1部に出演。
- 3月1日 - 31日 「あやなの小学生ラスト１か月！余すことなくやりきるぞ！ 毎日YouTube投稿」を実施。
- 3月3日 『B.O.L.T「POP」 ONE MAN LIVE @ Zepp Tokyo Live』の音源が各配信サービスにて配信開始された。
- 3月8日 YouTube生配信番組『柚姫の部屋 第85回』に内藤と高井が出演。
- 3月10日 B.O.L.T初の映像作品『B.O.L.T「POP」ONE MAN LIVE@Zepp Tokyo』Blu-rayを発売。
- 3月20日 『shibuya luisant Vol.12』（会場：duo MUSIC EXCHANGE）に出演。
- 3月22日 テレ朝動画『川上アキラの人のふんどしでひとりふんどし ＃266』に出演。2ndシングルが5月9日に発売されることが発表された。
- 3月27日 『SHAONKAI〜あやなの（小6）小学生ラストライブヤリマス!!!!〜』（会場：新宿BLAZE）を開催。1部は謝恩会をテーマとして、通常のライブパフォーマンスに加えて「あやなの小学校6年間思い出メドレー」「決意の小6ピアニカ・リコーダーセッション」などが行われた。2部はライブで、アンコールでは新曲「スマイルフラワー」が初披露された。ライブの模様はニコニコ生放送でも配信された。
- 4月1日 B.O.L.T公式Instagramと公式TikTokを開設した。
- 4月2日 『NATSUZOME2021』（会場：稲毛海浜公園野外音楽堂）に出演。
- 4月3日 『ギュウ農フェス春のSP2021 IDOL STRiKES BACK -アイドルの逆襲-』（会場：USEN STUDIO COAST）に出演。
- 4月4日・25日・5月2日・3日・4日・5日・9日・30日・6月19日 リミスタで『2nd single「スマイルフラワー」発売記念インターネットサイン会』を開催。
- 4月10日・24日・5月1日・8日・23日・6月5日・20日 2ndシングル「スマイルフラワー」発売記念TalkPortオンライントーク特典会を実施。
- 4月11日 B.O.L.T公式Instagramで白浜あやお誕生日インスタライブを行った。「あやなの」2人での初生配信となった。また、「スマイルフラワー」のMVを公開した。
- 4月18日 『BOLTSPRING 2021』（会場：KANDA SQUARE HALL）を開催。1部はライブで、新曲「OUR COLOR」が初披露された。また、高井は単独ライブでは昨年の手術後ダンス初解禁となった。2部では、「SHAONKAI」で披露したピアニカとリコーダーのセッションの再演、11日に13歳の誕生日を迎えた白浜のソロ歌唱、ロッカジャポニカ時代の曲の披露なども行われた。1部の前には「同窓会」と題した、「SHAONKAI」参加者限定のイベントも行われた。
- 4月24日 『@ JAM THE WORLD 春のジャムまつり！2021』（会場：新宿BLAZE）の2部に出演
- 5月3日 YouTube生配信番組『柚姫の部屋 第93回』に内藤と高井が出演。
- 5月5日 『HYPE IDOL! ONLINE FESTIVAL!!』（無観客配信）に出演。
- 5月12日 テレビ朝日本社前の街頭ビジョン「アリーナビジョン」にて「スマイルフラワー」MVの放送を開始。
- 5月16日 『TOKYO MX GirlsPopParadise presents HINOTORI 〜ultimate girls music shower〜』（会場：日本橋三井ホール）に出演。
- 5月19日 2ndシングル「スマイルフラワー」を発売。発売日当日はオンラインルーレット抽選会を行った。
- 5月21日 「スマイルフラワー」発売を記念してWebラジオ番組『B.O.L.Tのスマフラジオ』が公式YouTubeチャンネルにてスタートした。全5回。
- 5月31日 YouTube生配信番組『柚姫の部屋 第97回』に内藤が出演。
- 6月1日 - 30日 JR広島駅南口地下広場のマルチビジョンにて「スマイルフラワー」MVが放送された。
- 6月6日 『HYPE IDOL! vol.03』（会場：KANDA SQUARE HALL）に出演。
- 6月12日 『Appare! presents 2MAN LIVE「 Appare! × B.O.L.T 」』（会場：duo MUSIC EXCHANGE）に出演。
- 6月13日 『MX IDOL FESTIVAL Vol.24』（会場：豊洲PIT）に出演。
- 6月26日 『H.I.P. presents GIG TAKAHASHI 2』（会場：USEN STUDIO COAST）に出演。
- 6月27日 佐々木彩夏のソロコンサート『AYAKA NATION 2021 in Yokohama Arena』（開場：横浜アリーナ）に出演。ニコニコ生放送でも生配信された。
- 6月29日 B.O.L.T主催としては初となるオンラインライブ『B.O.L.T Your Choice Online Live』をニコニコ生放送で生配信。事前にB.O.L.Tメンバーがくじ引きで設定した選択肢からニコニコ生放送のアンケート機能で視聴者が曲を選ぶライブであった。
- 7月3日 『超NATSUZOME2021』（会場：幕張海浜公園Gブロック）に出演。
- 7月10日・24日・8月15日・21日・28日・9月1日・10月9日・17日・23日 リミスタで『B.O.L.T 2nd Album「Attitude」発売決定記念インターネットサイン会』（9月1日は抽選会）を開催。8月21日の回はゲーム配信も行われ、「マリオカート８ デラックス」で対決した。
- 7月11日 手羽先センセーション主催の3マンライブ『手羽先セッション vol.1』（会場：BOTTOM LINE）に出演。
- 7月15日 結成2周年記念のワンマンライブ『B.O.L.T 2nd ANNIVERSARY LIVE』（会場：duo MUSIC EXCHANGE）を開催。新曲「夕日の後の夜に」を初披露した。また、B.O.L.T初のライブツアーとブログの開設の発表及び「夕日の後の夜に」の配信を行った。
- 7月22日 Edenhall Inc.主催イベント『月が綺麗ですね vol.4』（会場：白金高輪SELENE b2）に出演。
- 7月22日 CanCamモデルの菜波がMCを務めるSHOWROOMの番組『CanCamRoom赤色のハート』に出演。
- 7月22日・25日・27日・8月1日・10日・14日・9月20日・26日・10月3日 2nd Album「Attitude」発売決定記念TalkPortオンライントーク特典会を実施。
- 7月25日 ゆるめるモ!主催の対バンライブ『バトルガルガル 〜ゆるめるモ！をヒロめるモ！〜』（会場：横浜ベイホール）に出演。
- 7月27日 群青の世界主催の対バンライブ『新章 青のポラリス Vol.14』（会場：TSUTAYA O-WEST）に出演。
- 7月30日 2ndアルバム『Attitude』から「未完成呼吸」を先行配信した。
- 7月31日 『ALTERNATIVE MUSIC EXPRESS vol.1』（会場：オルタナティブシアター）に出演。
- 8月1日 『ミクチャアイドルフェス』（会場：TACHIKAWA STAGE GARDEN）に出演。
- 8月8日 『柚姫の部屋フェス2021』（会場：USEN STUDIO COAST）に出演。
- 8月9日 - 9月23日 ライブツアー『#BOLT関東デマス 〜初ライブツアーの巻〜』を開催。
- 8月10日 『LIVEHOLIC 6th Anniversary series 〜espoir〜』（会場：下北沢シャングリラ）に出演。
- 8月13日 2ndアルバム『Attitude』から「Yummy!」を先行配信。同時に、MVも公開した。
- 8月14日 NEO JAPONISM主催フェス『NEO KASSEN』（会場：USEN STUDIO COAST）に出演。
- 8月27日 2ndアルバム『Attitude』から「Please Together」を先行配信した。
- 8月28日・29日 『@JAM EXPO 2020-2021』（会場：横浜アリーナ）に出演。
- 9月1日 2ndアルバム『Attitude』を発売。
- 9月17日 12月に3rdシングルを発売することを発表。
- 9月20日 3rdシングル「More Fantastic」がBSテレ東のドラマ『ごほうびごはん』のオープニングテーマになることが発表された。
- 9月20日 YouTube生配信番組『柚姫の部屋 第113回』に内藤と高井が出演。 高井が描いた柚姫の部屋をイメージしたイラストがグッズ化されることが急遽決まった 。
- 9月26日 『アイドルアラモード Vol.3』（会場：TACHIKAWA STAGE GARDEN）に出演。
- 9月30日 『LIVEHOLIC 6th Anniversary series 〜In a Dream〜』（会場：下北沢LIVEHOLIC）に出演。
- 10月1日 初のレギュラーパーソナリティを務める地上波ラジオ番組ラジオアミューズメントパーク『B.O.L.TのAttitude』の放送が開始。
- 10月10日 『2ndアルバム「Attitude」発売記念オンライン手形会』を開催。
- 10月30日 『「ミューコミVR」 presents スタプラアイドルフェスティバル〜今宵、2人目のシンデレラが決まる〜』（会場：横浜アリーナ）に出演。
- 11月3日 『H.I.P. presents GIG TAKAHASHI 2』（会場：高崎 club FLEEZ）に出演。
- 11月6日 『IDOL PARADISE！vol.02』（会場：山野ホール）に出演。
- 11月7日・12月26日 B.O.L.T 3rd single「More Fantastic」発売記念talkportトーク特典を実施。
- 11月12日 3rdシングル『More Fantastic』から「More Fantastic」を先行配信した。
- 11月12日 - 21日 株式会社ONE COMPATHが運営するウォーキングアプリ「aruku&（あるくと）」とのコラボレーション企画「B.O.L.T×aruku& 進め！まわりみち」キャンペーンを開催。
- 11月13日・21日・12月12日・15日・19日・25日・28日・1月9日 リミスタにてB.O.L.T 3rd single「More Fantastic」発売決定記念インターネットサイン会を実施。
- 11月14日 『ギュウ農フェス秋のSP2021 -さらば怪物音響オクタゴン-』（会場：新木場 USEN STUDIO COAST）に出演。
- 11月15日 Shibuya O-Group 4会場で開催される無観客同時配信ライブ『Make it happen!! 4future!!』に出演。また、「More Fantastic」のMVが公開された。
- 11月16日 「Catch The Rainbow」が「～キミはひとりじゃない～文化放送 受験生応援キャンペーン」のキャンペーンソングに決定したことが発表された。
- 11月19日 恵比寿LIQUIDROOMにて高井千帆セルフプロデュース公演『B.O.L.T ONE MAN LIVE』を3部制で開催。1部「高井千帆 presents もうすぐHATACHIii PARCHIii !!!!」、2部「B.O.L.T ONE MAN LIVE 『Voyage』」、3部「Last teen ceremony 〜ちほすきすき団決起集会〜」。新曲「More Fantastic」「Reborn」を初披露した。
- 11月23日・12月5日・18日 B.O.L.T 3rd SINGLE「More Fantastic」発売決定記念チェキチャオンライン2ショット撮影会を実施。
- 11月27日 『ALTERNATIVE MUSIC EXPRESS vol.2』（会場：山野ホール）に出演。
- 11月28日 『SACO FES DX』（会場：豊洲PIT）に出演。
- 12月1日 昨年の「Don't Blink」に続き、牛丼チェーン店「すき家」の店内放送にて12月31日まで毎時2回「More Fantastic」がオンエアされる。
- 12月4日 『New Feeling!Project Vol.4 〜 NEOCITY #3 〜』（会場：山口県周南市 RISING HALL）に出演。
- 12月5日 3rdシングル「More Fantastic」発売記念デジタルネットサイン会を開催。
- 12月7日 interfmにて1か月限定のラジオ番組 『B.O.L.Tの1万ボルト』がスタート。
- 12月15日 3rdシングル「More Fantastic」を発売。また、発売を記念して、ストリートブランド「RUDIE'S」を交えて「GEKIROCK CLOTHING」とコラボが行われることが発表された。
- 12月18日 『ALTERNATIVE MUSIC EXPRESS vol.3』（会場：山野ホール）2部に出演。
- 12月23日 KANDA SQUARE HALLにて内藤るなセルフプロデュース公演『Luna FESTIVAL 2021』を開催。1部はサウナをテーマにした「Luna FESTIVAL 2021 -スパ極楽天国-」で、スペシャルゲストにTEAM SHACHIの大黒柚姫が登場。2部はクリスマスライブ「Luna FESTIVAL 2021 & BLINGBLING X’mas」で、サプライズゲストとして2016年12月24日ロッカジャポニカのクリスマスイベントに登場したサンタクロースが5年ぶりに登場した。
- 12月31日 『第5回 ももいろ歌合戦』（会場：日本武道館）の「最強アイドルメドレー2021」に内藤と高井が出演。

2022年
- 1月2日 『TOKYO IDOL PROJECT × @JAM ニューイヤープレミアムパーティー2022』（会場：お台場・青海周辺エリア）に出演。
- 1月15日 「HYPE IDOL！vol.08」（会場：品川インターシティホール）に出演。
- 1月23日 「HYPE IDOL！vol.10」（会場：品川グランドホール）に出演。
- 1月29日 「Appare!＆B.O.L.T 合同リリースイベント ミニライブ」を開催。
- 2月12日 『台北國際動漫節』のオフィシャルステージ「ICHIBAN JAPAN STAGE」に映像で出演。
- 2月13日 「Skream! presents "Encounter"」（会場：SHIBUYA THE GAME）に出演。
- 2月21日 リミスタにてトーク＆オンライン特典会「バレンタインSP PARTY2022」を開催。
- 2月26日 interfmにてラジオ特番『B.O.L.Tの1万ボルト~目指せ！生特番中に1万ボルト～』を生放送＆生配信放送。 番組の目標1万ツイートを生配信中に達成して、4月からレギュラー番組『B.O.L.Tの10万ボルト』が始まることが発表された。
- 3月1日～13日 Ｒ・ベッカーズ池袋東口店×B.O.L.Tコラボキャンペーンを開催。
- 3月1日 「H.I.P. presents GIG TAKAHASHI 2」（会場：Zepp Haneda）に出演。
- 3月5日・6日・9日・12日 『B.O.L.T “THE LIVE PACKAGE” 2021』発売記念特典会を実施。
- 3月9日 2ndライブBD「B.O.L.T “THE LIVE PACKAGE” 2021」を発売。 また、「#BOLT関東デマス -初ライブツアーの巻- FINAL@Yokohama Bay Hall(2021.9.23)」の音源が各配信サービスにて配信開始された。
- 3月10日 リミスタにてトーク＆オンライン特典会『B.O.L.T × リミスタ ホワイトデー特別企画「ホワイトデーSP PARTY2022」』を開催。
- 3月12日 「IDORISE!! FESTIVAL 2022」（会場：渋谷）に出演。
- 3月13日 「＠JAM PARTY vol.70」（会場：横浜ブロンテ）にホストとして出演。
- 3月18日 『B.O.L.T ONE MAN LIVE 「Voyage」@LIQUIDROOM(2021.11.19)』の音源が各配信サービスにて配信開始。
- 3月26日 「リミスタスペシャルコラボ B.O.L.T×Task have Fun」を配信。
- 3月27日 「ALTERNATIVE MUSIC EXPRESS vol.4 (振替公演)」（会場：YAMANO HALL）に出演。
- 4月1日 interfmにてレギュラーラジオ番組「B.O.L.Tの10万ボルト」の放送がスタート。
- 4月1日 - 13日 FUJIFILM WONDER PHOTO SHOPにて写真展「B.O.L.T／BOLTSPRING 2022 &「POP」ONE MAN LIVE Revival開催記念！写真展〜まだまだMore antastic！！！！〜」を開催。
- 4月9日 『BOLTSPRING 2022＆｢POP｣ONE MAN LIVE Revival』（会場：下北沢シャングリラ）を結成1000日目となるこの日に開催。 1部の「BOLTSPRING 2022」はSPRING（春・バネ）をテーマにしたライブで、昨年に引き続き開催。ロッカジャポニカ楽曲や、11日に誕生日を迎える白浜あやのソロ歌唱なども行われた。2部の『「POP」ONE MAN LIVE Revival』は、会場である下北沢シャングリラの前身である下北沢GARDENにて2020年5月にB.O.L.T初ライブとして開催される予定だったものの新型コロナウイルスの影響や会場の閉店で中止となったライブをリバイバルさせることをテーマにした公演で、メジャーデビューアルバム「POP」の楽曲を収録順に披露。さらにノンストップメドレー「POP -Look-back on the day medley-」をパフォーマンスした。 また、夏にEPが発売されることが発表された。
- 4月16日 「To be To be New Ones vol.2」（会場：LINE CUBE SHIBUYA）に出演。
- 4月17日 『brauerei shinjuku vol.10』（会場：新宿BLAZE）に出演。
- 4月17日 B.O.L.T×RUDIE'S×GEKIROCK CLOTHING コラボアイテムの発売を記念して、GEKIROCK CLOTHING渋谷店にて1日店長就任イベントを開催。
- 4月20日 ハニースパイスRe.ツーマンツアー『ハニスパの武者修行vol.1』（会場：新宿ReNY）に出演。
- 4月23日・24日 福島県・J-VILLAGEで開催される「ももクロ春の一大事2022」に併設の外周パーク「きてくんちぇパーク」のパークステージに出演。
- 4月29日 「クロフェス2022～今年は野外フェスで盛り上がるしん！！～ 」（会場：海の森水上競技場）に出演。
- 5月3日 「SPECIAL MOTION IMPRESS LIVE 2022～SMILE LIVE 2022@GW～」(会場：ヒューリックホール東京）に出演。
- 5月7日 「JAPAN CENTRAL IDOL FESTIVAL 2022」に出演。
- 5月8日 「SUPER MAWA LOOP OSAKA 2022」に出演。
- 5月21日 「ラジオ石巻開局25周年記念＆マルホンまきあーとテラス1周年プレイベント Golazo! in 石巻」（会場：マルホンまきあーとテラス）に出演。
- 5月22日 群青の世界主催イベント「0のポラリス~青のポラリス~」（会場：E-BeanS 10階屋上特設ステージ）に出演。
- 5月23日 YouTube生配信番組『柚姫の部屋 第149回』に内藤と高井が出演。
- 5月28日 - 7月15日 ライブツアー『B.O.L.T Presents Early Summer Tour 2022「RE; B.O.L.T」』を開催。
- 6月4日 - 9月24日 大阪・あべのキューズモールを皮切りに初のリリースイベントツアーを開催。
- 7月1日 1st EP『Weather』から「New Day Rising」を先行配信した。
- 7月1日 BSテレ東のドラマ『ちょい釣りダンディ』のオンライン記者会見に登壇した。
- 7月3日 「超NATSUZOME2022」（会場：幕張海浜公園Gブロック）に出演。
- 7月10日 「手羽先セッション vol.9」「アイドルアラモード Vol.9～名古屋出張SP～」（会場：ダイアモンドホール）に出演。
- 7月15日 結成3周年を記念して、内藤るなが監督／編集を務めた動画「B.O.L.T 3rd Anniversary movie」がB.O.L.T公式YouTubeチャンネルにて公開された。 また、結成3周年記念配信限定楽曲「夕日の後の夜に(H.O.H. REMIX)」も配信開始となった。
- 7月15日 結成3周年記念ライブ「3rd ANNIVERSARY LIVE & Early Summer Tour 2022 FINAL」（会場：KANDA SQUARE HALL）を開催。 また、ライブ終了後にはinterfmにてラジオ特番「B.O.L.Tの10万ボルト」Special Program 『7月15日は“B.O.L.Tの日” 結成3周年記念生放送スペシャル』に出演した。
- 7月18日 「AYAKA NATION 2022 in TOKYO GARDEN THEATER」に出演。
- 7月22日 1st EP『Weather』から「BY MY SIDE」を先行配信した。
- 7月23日・8月20日・9月4日・18日 「B.O.L.T 1st EP 「Weather」発売記念インターネットサイン会」をリミスタにて開催。
- 7月27日 『「B.O.L.Tの10万ボルト」Special Program 「7月15日は“B.O.L.Tの日” 結成3周年記念生放送スペシャル」記念 interfm「B.O.L.T」ラジオ番組音声データNFT企画 特典ネットサイン会』が開催された。 interfmでネットサイン会が行われたのも初となった。また、「BY MY SIDE」のMVが公開された。
- 7月30日 「ももクロ夏のバカ騒ぎ2022 -MOMOFEST-」（会場：ベルーナドーム）の外周パーク「MOCK IN JAPAN 2022」内ステージ「MOCK IN STAGE」に出演。
- 7月31日 「ギュウ農フェス Rebuild in 宇都宮」（会場：HEAVEN'S ROCK Utsunomiya 2/3(VJ-4)）に出演。
- 8月3日 1st EP『Weather』から「夜を抜け出して」を先行配信した。
- 8月6日 - 7日 「TOKYO IDOL FESTIVAL 2022 supported by にしたんクリニック」に出演。
- 8月10日 1st EP「Weather」を発売。 収録曲「雨のち晴れ」のリリックビデオが公開された。また、発売日当日のリリースイベントでは、Ｒ・ベッカーズ池袋東口店とのコラボ第二弾の実施と、「Weather」のアナログ盤が11月下旬に発売されることが発表された。
- 8月13日 B.O.L.T.V初の公開生配信をHMVエソラ池袋にて開催。
- 8月13日 「ピクフェス！！ Vol.3」（会場：LUMINE 0）に出演。
- 8月28日 「@JAM EXPO 2022」（会場：横浜アリーナ）に出演。
- 9月14日 「MARQUEE Fes.」day2（会場：渋谷Spotify O-EAST）に出演。
- 9月16日 - 30日 Ｒ・ベッカーズ×B.O.L.Tコラボキャンペーン第2弾を開催。
- 9月18日 B.O.L.T 1 st EP「Weather」発売記念talkportスペシャルオンライントーク特典会を実施。
- 9月23日 「柚姫の部屋フェス2022」（会場：CLUB CITTA'）に出演。
- 9月25日 「Task have Fun × B.O.L.T presented by IDOL SQUARE」（会場：オルタナティブシアター）に出演。
- 9月26日 オリジナルグッズ販売の「Up-T」とのコラボ企画「B.O.L.Tラボ」がスタート。 また、公式LINEスタンプ「もあふぁんボルちゃんズ」の販売がスタート。
- 9月30日 地上波ラジオ番組「ラジオアミューズメントパーク『B.O.L.TのAttitude』」第2シーズンの放送が開始。
- 10月4日 interfmのレギュラーラジオ番組「B.O.L.Tの100万ボルト」の放送がスタート。
- 10月8日 「MISAKI IDOL FES Vol.1」（会場：みさき公園特設ステージ）に出演。
- 10月13日 「AION CINDERELLA DX - Who is CinderellA？-」（会場：なかのZERO 大ホール）に出演。
- 10月15日 - 16日 「ギュウ農フェス秋のSP2022 お台場2days -Field of Dreams-」（会場：お台場シンボルプロムナード公園 夢の広場 特設ステージ）に出演。
- 10月23日 - 2023年2月18日 横浜ビブレを皮切りに4th SINGLE発売記念リリースイベントツアーを開催。
- 10月26日 「『渋谷ハロウィンフェス2022 -ふるさと東京応援祭-』《TOKYO IDOL SHOW！！》」（会場：代々木公園 野外ステージ）に出演。
- 10月30日・11月6日・12月3日・12月25日・2023年1月8日・2月12日 『B.O.L.T 4th SINGLE「Accent」発売記念インターネットサイン会』を実施。10月30日はハロウィンスペシャル。12月25日はクリスマススペシャルで「マリオパーティ スーパースターズ」対決も行われた。
- 10月30日・2023年2月12日・15日・17日「B.O.L.T 4th SINGLE発売記念 1分＆4分talkportスペシャルオンライントーク特典会」を開催。
- 11月3日 「GIG TAKAHASHI 2」（会場：高崎 club FLEEZ）に出演。
- 11月12日 ワンマンライブ「Rock the B.O.L.T」（会場：HEAVEN'S ROCK さいたま新都心）を開催。 ギター・バンドマスターに村山遼、ベースに白神真志朗、ドラムスに渡邊悠、またマニピュレーターにクボナオキを迎え、B.O.L.T初となる生バックバンドのライブとなった。
- 11月20日 ワンマンライブ「B.O.L.T Autumn SP」（会場：ダンスホール新世紀）を開催。 1部の高井千帆生誕ライブでは昨年の生誕ライブ以来のドラムを披露した。2部では新衣装で新曲「Accent」を初披露し、4thシングルのタイトルを発表した。
- 11月25日 4thシングル「Accent」から表題曲「Accent」を先行配信。
- 11月28日 新曲「Accent」のMVが公開された。
- 12月4日 Task have Funとの合同リリースイベントを西武園競輪場サイクルシアターにて開催。
- 12月12日 YouTube生配信番組『柚姫の部屋 第178回』に内藤と高井が出演。
- 12月14日 4thシングル「Accent」発売。
- 12月18日 B.O.L.T.V公開生配信を開催。
- 12月23日 内藤るなプロデュースのワンマンライブ「Luna FESTIVAL 2022」（会場：YOKOHAMA Bay Hall）を開催。1部はクリスマスライブ、２部は内藤るな生誕ライブ。 2部では内藤るなによるDJパフォーマンスも披露された。ゲストは私立恵比寿中学の真山りか。
- 12月29日 「Tiki-Taka Jamboree! 2022」（会場：WWW X）に出演予定だったが新型コロナウイルスの影響で開催延期となった。
- 12月31日 『第6回 ももいろ歌合戦』（会場：日本武道館）の「最強アイドルメドレー2022」に内藤が出演。

2023年
- 1月9日 「B.O.L.T.V公開生配信・3rd ANNIVERSARY LIVE & Early Summer Tour 2022 FINAL鑑賞会」を開催。
- 1月14日 「スタプラアイドルフェスティバル ～今宵、シンデレラグループが決まる～」（会場：横浜アリーナ）に出演。
- 1月21日 - 2月4日 「H.I.P. presents GIG TAKAHASHI 2 ~tour 2023~」に出演。
- 2月11日 トークイベント『「Accent」リリイベファイナル直前！世界を彩るアクセントーーーークSHOW』を開催。
- 3月8日 1st EP「Weather」のアナログ盤が発売。
- 3月10日 4月15日に東京・KANDA SQUARE HALLで開催するライブ「B.O.L.T The LAST」をもって解散することが発表された。
- 3月12日 「IDORISE!! FESTIVAL 2023」に出演。B.O.L.Tにとってコロナ禍後初の声出し解禁ライブとなった。
- 3月16日 ネットサイン会を開催。
- 3月21日 「EVOLUTION POP!EXTRE」（会場：Spotify O-EAST）に出演。
- 3月24日 「NIG FES 2023」（会場：TOKYO DOME CITY HALL）に出演。
- 4月2日・4日・6日 talkportにてオンライントーク会を開催。
- 4月8日 「B.O.L.T.V【最終回SP】」公開収録＆特典会をアリスアクアガーデン田町店にて開催。
- 4月15日 B.O.L.Tラストライブ「B.O.L.T The LAST」（会場：KANDA SQUARE HALL）を開催。B.O.L.Tの全楽曲を含む37曲を約3時間半に渡り披露。3年9か月の活動に幕を下ろした。

## ディスコグラフィ
順位はオリコン週間ランキング最高位。

### シングル

#### 配信限定シングル
（※ アルバム等からの先行配信で各種配信サイトにて配信シングル扱いになっていない曲についてはナンバリングしていない。）
| #  | 配信開始日     | タイトル                     | 収録曲                                                                                     | 備考 |
| -- | -------------- | ---------------------------- | ------------------------------------------------------------------------------------------ | --- |
| 1  | 2020年1月15日  | 宙に浮くぐらい               | 1. 宙に浮くぐらい 作詞：桑原永江、作曲・編曲：GONGON                                       | 4人体制での最初の曲 振付：宇野木杏奈 |
| 2  | 2020年2月7日   | SLEEPY BUSTERS               | 1. SLEEPY BUSTERS 作詞：金城昌秀、作曲・編曲：愛はズボーン                                 | 振付：HIROMI |
| 3  | 2020年5月13日  | 足音                         | 1. 足音 作詞：相馬絵梨子、作曲：滝澤俊輔、編曲：IKW                                        | アルバム『POP』からの先行配信 振付：HIROMI |
| 4  | 2020年6月5日   | BON-NO BORN                  | 1. BON-NO BORN 作詞：桑原永江、GONGON、作曲・編曲：GONGON                                  | アルバム『POP』からの先行配信 振付：宇野木杏奈 |
| 5  | 2020年6月26日  | axis                         | 1. axis 作詞：やぎぬまかな・前田甘露、作曲・編曲：松崎兵太                                 | アルバム『POP』からの先行配信 テレ玉『HOTWAVE』7月度エンディングテーマ MVディレクター：森田亮 |
| 6  | 2021年7月15日  | 夕日の後の夜に               | 1. 夕日の後の夜に 作詞：開花俊介・小山哉枝、作曲・編曲：開花俊介                           | 振付：HIROMI |
| 7  | 2021年7月30日  | 未完成呼吸                   | 1. 未完成呼吸 作詞：只野菜摘、作曲・編曲：松崎兵太（SHANK）                                | アルバム『Attitude』からの先行配信 振付：石川ゆみ |
| 8  | 2021年8月13日  | Yummy!                       | 1. Yummy! 作詞・作曲：SHUN（TOTALFAT）、編曲：TOTALFAT                                     | アルバム『Attitude』からの先行配信 振付：竹中夏海 MVディレクター：ZUMI |
| 9  | 2021年8月27日  | Please Together              | 1. Please Together 作詞・作曲・編曲：服部祐希                                              | アルバム『Attitude』からの先行配信 |
| 10 | 2021年11月12日 | More Fantastic               | 1. More Fantastic 作詞・作曲・編曲：クボナオキ                                             | シングル『More Fantastic』からの先行配信 振付：竹中夏海 MVディレクター：ZUMI |
| 11 | 2022年7月1日   | New Day Rising               | 1. New Day Rising 作詞・作曲・編曲：どついたるねん                                         | EP『Weather』からの先行配信 振付：HIROMI |
| 12 | 2022年7月15日  | 夕日の後の夜に(H.O.H. REMIX) | 1. 夕日の後の夜に 作詞：開花俊介・小山哉枝、作曲・編曲：開花俊介                           | Hold Out Hopeによるリミックス |
| -  | 2022年7月22日  | BY MY SIDE                   | 1. BY MY SIDE 作詞：haruka、作曲・編曲：Hold Out Hope                                      | EP『Weather』からの先行配信 テレ玉『ドレスキーとコレスキー』8月度オープニングテーマ tvk『関内エビル』8月エンディングテーマ 文化放送 プラスチューン（8月15日～8月21日） interfm Hotpicks Playlist（8月前半） 文化放送『CultureZ』2022年9月度エンディングテーマ 振付：HIROMI MVディレクター：ZUMI |
| -  | 2022年8月3日   | 夜を抜け出して               | 1. 夜を抜け出して 作詞・作曲：小林辰也、編曲：BACK LIFT                                    | EP『Weather』からの先行配信 |
| 13 | 2022年11月25日 | Accent                       | 1. Accent 作詞・作曲：invisible manners（平山大介・福山 整） 編曲：長谷川大介（SUPA LOVE） | シングル『Accent』からの先行配信 tvk『関内エビル』12月エンディングテーマ 文化放送 プラスチューン（12月26日～1月1日） テレビ北海道『スイッチン!』1月度エンディングテーマ |

### ミニアルバム
| # | 発売日        | タイトル | 規格品番          | 収録曲 | 順位 | 備考                                                                                              |
| - | ------------- | -------- | ----------------- | --- | ---- | ------------------------------------------------------------------------------------------------- |
| 1 | 2022年8月10日 | Weather  | KICS-4072 JSLP192 | CD・LP共通 1. One Life 作詞・作曲・編曲：織田 2. BY MY SIDE 作詞：haruka、作曲・編曲：Hold Out Hope 3. New Day Rising 作詞・作曲・編曲：どついたるねん 4. D.T.F. 作詞：w-shun、作曲・編曲：KNOCK OUT MONKEY 5. 夜を抜け出して 作詞・作曲：小林辰也、編曲：BACK LIFT 6. 雨のち晴れ 作詞・作曲・編曲：開花俊介 | 7位  | 雨のち晴れ BSテレ東『ちょい釣りダンディ』エンディングテーマ 全曲振付：HIROMI 2023年3月8日にLP発売 |

#### 配信限定ミニアルバム
| # | 配信開始日    | タイトル                      | 収録曲                                                                                    | 備考         |
| - | ------------- | ----------------------------- | ----------------------------------------------------------------------------------------- | ------------ |
| 1 | 2019年8月23日 | 星が降る街/夜更けのプロローグ | 1. 星が降る街 作詞・作曲・編曲：安野勇太 2. 夜更けのプロローグ 作詞・作曲・編曲：磯部正文 | 振付：HIROMI |

### アルバム
| # | 発売日        | タイトル | 規格品番                        | 収録曲 | 順位 |
| - | ------------- | -------- | ------------------------------- | --- | ---- |
| 1 | 2020年7月15日 | POP      | KICS-93922 KICS-3922            | 初回限定盤・通常盤 CD（初回限定盤・通常盤共通） 1. 星が降る街(ALBUM ver.) 作詞・作曲・編曲：安野勇太(Hawaiian6)、振付：HIROMI 2. 足音 作詞：相馬絵梨子、作曲：滝澤俊輔、編曲：IKW、振付：HIROMI 3. BON-NO BORN 作詞：桑原永江、作曲・編曲：GONGON、振付：宇野木杏奈 4. 宙に浮くぐらい 作詞：桑原永江、作曲・編曲：GONGON、振付：宇野木杏奈 5. SLEEPY BUSTERS 作詞：金城昌秀、作曲・編曲：愛はズボーン、振付：HIROMI 6. わたし色のトビラ 作詞・作曲：さとうもか、編曲：谷川正憲(UNCHAIN)、振付：HIROMI 7. axis 作詞：やぎぬまかな・前田甘露、作曲・編曲：松崎兵太 8. スーパースター 作詞・作曲：長沼秀典(VELTPUNCH)、編曲：VELTPUNCH 9. 夜更けのプロローグ(ALBUM ver.) 作詞・作曲・編曲：磯部正文(HUSKING BEE)、振付：HIROMI 10. 寝具でSING A SONG 作詞：川さん、作曲：ダイスケ、編曲：PAN、振付：HIROMI 11. ここから（ALBUM ver.）- ボーナス・トラック 作詞・作曲・編曲：藤田卓也、振付：HIROMI Blu-ray（初回限定盤のみ） MV＋メイキング映像 | 14位 |
| 2 | 2021年9月1日  | Attitude | KICS-94012 KICS-94013 KICS-4012 | 初回限定盤・通常盤 CD（初回限定盤・通常盤共通） 1. スマイルフラワー 作詞・作曲：Misaki、編曲：SpecialThanks、振付：HIROMI 2. まわりみち 作詞：YouSee、作曲・編曲：松崎兵太、振付：HIROMI 3. Catch The Rainbow 作詞・作曲・編曲：ツキダタダシ、振付：宇野木杏奈 4. USHIRO-META-I 作詞：HASEGAWA・Ryo Shiraki、作曲：Ryo Shiraki・石川陽泉、編曲：石川陽泉、振付：宇野木杏奈 5. Yummy! 作詞・作曲：SHUN（TOTALFAT）、編曲：TOTALFAT、振付：竹中夏海 6. Don't Blink 作詞・作曲：Jose（TOTALFAT）、編曲：TOTALFAT、振付：竹中夏海 7. JUST NOD 作詞：Chisa（Lucie, Too）・桑原永江、作曲：Chisa（Lucie, Too）、編曲：Lucie, Too 8. 未完成呼吸 作詞：只野菜摘、作曲・編曲：松崎兵太、振付：石川ゆみ 9. Hear You 作詞・作曲：渡辺裕貴、編曲：SonoSheet、振付：HIROMI 10. Please Together 作詞・作曲・編曲：服部祐希 11. HOT CAKE 作詞・作曲：降谷建志、編曲：SpecialThanks、振付：HIROMI Blu-ray（初回限定盤Aのみ） MUSIC VIDEO＋メイキング Blu-ray（初回限定盤Bのみ） SHAONKAI〜あやなの（小6）小学生ラストライブヤリマス!!!!〜@新宿BLAZE(2021.3.27)ダイジェスト映像 | 16位 |

### 参加作品
- 「竜人くんが大好きです♡」（イヤホンズ×内藤るな・高井千帆・平瀬美里（ex.ロッカジャポニカ）×清竜人）[386]
- 『ももクロ一座特別公演』Blu-ray[387]
- 『どんぶり委員長』 DVD BOX[388]
- 「EVIL LINE RECORDS -FIGURE of EIGHT MASHUP by TeddyLoid-」所属レーベル発足8周年を記念して制作された。TeddyLoidが12組の所属アーティストの楽曲をマッシュアップした作品。YouTubeのMVのみで公開。[389][390]
- 『AYAKA NATION 2021 in Yokohama Arena』Blu-ray & DVD[391]
- 『AYAKA NATION 2022 in TOKYO GARDEN THEATER』Blu-ray & DVD[392]
- 『スタプラアイドルフェスティバル2023』Blu-ray[393]

## ライブ・イベント

### ワンマンライブ
| 開催日         | タイトル                                                  | 会場                         | 備考 |
| -------------- | --------------------------------------------------------- | ---------------------------- | --- |
| 2020年10月17日 | B.O.L.T「POP」ONE MAN LIVE@Zepp Tokyo                     | Zepp Tokyo                   | 初のワンマンライブ |
| 2020年12月22日 | Luna FESTIVAL                                             | 恵比寿 ザ・ガーデンルーム    | 内藤るな(19) 20歳前夜祭／ラストティーン公演として3部制で開催 第1部 Luna FESTIVAL 〜last teen’s collection〜 第2部 Luna FESTIVAL 〜The teenage last LIVE〜 第3部 Luna FESTIVAL 〜After talk show〜 |
| 2021年3月27日  | SHAONKAI〜あやなの（小6）小学生ラストライブヤリマス!!!!〜 | 新宿BLAZE                    | 1部はあやなの楽器演奏に挑戦 2部はガッツリB.O.L.Tライブ |
| 2021年4月18日  | BOLTSPRING 2021                                           | KANDA SQUARE HALL            | 2部制、1部の前にはSHAONKAIの同窓会も開催 |
| 2021年6月29日  | B.O.L.T Your Choice Online Live                           |                              | 無観客配信ライブ |
| 2021年7月15日  | B.O.L.T 2nd ANNIVERSARY LIVE                              | duo MUSIC EXCHANGE           | 結成2周年記念ライブ |
| 2021年11月19日 | B.O.L.T ONE MAN LIVE                                      | LIQUIDROOM                   | 高井千帆10代最後の日 1部：高井千帆 presents もうすぐHATACHIii PARCHIii !!!! 2部：B.O.L.T ONE MAN LIVE 「Voyage」 3部：Last teen ceremony ～ちほすきすき団決起集会～                               |
| 2021年12月23日 | Luna FESTIVAL 2021                                        | KANDA SQUARE HALL            | 内藤るな21歳誕生日 1部：Luna FESTIVAL ～スパ極楽天国～ 2部：Luna FESTIVAL & BLING BLING X'mas |
| 2022年4月9日   | BOLTSPRING 2022 & ｢POP｣ONE MAN LIVE Revival               | 下北沢シャングリラ           | 1部：BOLTSPRING 2022 2部：「POP」ONE MAN LIVE Revival |
| 2022年7月15日  | 3rd ANNIVERSARY LIVE & Early Summer Tour 2022 FINAL       | KANDA SQUARE HALL            | 結成3周年記念ライブ兼「RE; B.O.L.T」ツアーファイナ公演 |
| 2022年11月12日 | Rock the B.O.L.T                                          | HEAVEN'S ROCK さいたま新都心 | 2部制、初の生バンド編成によるライブ |
| 2022年11月20日 | B.O.L.T Autumn SP                                         | ダンスホール新世紀           | 高井千帆21歳誕生日 1部：21 year-old Chii's Party「You & I」 2部：B.O.L.T Autumn SP |
| 2022年12月23日 | Luna FESTIVAL 2022                                        | YOKOHAMA Bay Hall            | 内藤るな22歳誕生日 1部：Luna FESTIVAL ～B.O.L.T Xmas LIVE～ 2部：Luna FESTIVAL ～new moon night～                                                                                                 |
| 2023年4月15日  | B.O.L.T The LAST                                          | KANDA SQUARE HALL            | B.O.L.Tラストライブ |

### 単独イベント
| 開催日         | タイトル | 会場                                      | 備考                                                                                     |
| -------------- | --- | ----------------------------------------- | ---------------------------------------------------------------------------------------- |
| 2019年11月15日 | 『ここから』CD発売記念イベント | Mt.RAINIER HALL SHIBUYA PLEASURE PLEASURE | 初の単独イベント、平瀬美里最後のステージ                                                 |
| 2020年8月16日  | 1stアルバム『POP』発売記念 オンラインリリースイベント                                                                                   | 無観客配信イベント                        | 2部制                                                                                    |
| 2020年9月19日  | B.O.L.T『POP』発売記念Talkportオンラインリリースイベント                                                                                | 無観客配信イベント                        |                                                                                          |
| 2020年12月12日 | B.O.L.T ファーストシングル『Don’t Blink』発売記念オンラインリリースイベント                                                             | 無観客配信イベント                        | 1部：ミニライブ＋「MV生コメンタリー」 2部：ミニライブ＋「今年を振り返ろう ボルペディア」 |
| 2022年2月26日  | B.O.L.Tの1万ボルト~目指せ！生特番中に1万ボルト～                                                                                        | －                                        | ラジオ生放送&生配信イベント                                                              |
| 2022年8月13日  | B.O.L.T.V公開生配信＠HMVエソラ池袋 | HMVエソラ池袋                             | B.O.L.T.V公開生配信                                                                      |
| 2022年12月2日  | B.O.L.Tの100万ボルト「B.O.L.Tと一緒に観る遠足&BBQ動画の“先行”試写会&公開収録」                                                          | 天王洲アイルKIWA                          | ラジオの公開生収録                                                                       |
| 2022年12月18日 | 4th SINGLE 『Accent』 発売記念スペシャル！B.O.L.T.V公開生配信                                                                           | グレースバリ秋葉原                        | B.O.L.T.V公開生配信、2部制                                                               |
| 2023年1月8日   | 第二回B.O.L.T 4th SINGLE 『Accent』 発売記念スペシャル！ B.O.L.T.V公開生配信・3rd ANNIVERSARY LIVE & Early Summer Tour 2022 FINAL鑑賞会 | 池袋Club Mixa                             | 1部はB.O.L.T.V公開生配信、2部はメンバーとライブ映像の鑑賞会                              |
| 2023年2月11日  | 『Accent』リリイベファイナル直前！世界を彩るアクセントーーーークSHOW                                                                    | HMV&BOOKS SHIBUYA                         |                                                                                          |
| 2023年4月8日   | 『B.O.L.T.V』【最終回SP】公開収録＆特典会                                                                                               | アリスアクアガーデン田町店                |                                                                                          |

### ツアー

#### #BOLT関東デマス 〜初ライブツアーの巻〜
| 開催日        | 会場               | 備考                           |
| ------------- | ------------------ | ------------------------------ |
| 2021年8月9日  | 東京キネマ倶楽部   | 2部制                          |
| 2021年9月4日  | ESAKA MUSE         | 2部制                          |
| 2021年9月12日 | 名古屋CLUB QUATTRO | 2部制、1部は青山菜花スペシャル |
| 2021年9月23日 | 横浜ベイホール     | 2部制                          |

#### B.O.L.T Presents Early Summer Tour 2022「RE; B.O.L.T」[257]
| 開催日        | 会場                        | 備考                                                                    |
| ------------- | --------------------------- | ----------------------------------------------------------------------- |
| 2022年5月28日 | 品川プリンスホテル クラブeX | 新曲「New Day Rising」を初披露、EPのタイトル「Weather」が発表された     |
| 2022年5月29日 | 品川プリンスホテル クラブeX | 2部制、2部では新曲「雨のち晴れ」を初披露                                |
| 2022年6月5日  | ESAKA MUSE                  | 2部制、1部では新曲「One Life」を初披露                                  |
| 2022年6月19日 | 仙台darwin                  | 2部制                                                                   |
| 2022年6月25日 | 名古屋SPADE BOX             | 2部制、1部では新曲「夜を抜け出して」を初披露                            |
| 2022年7月15日 | KANDA SQUARE HALL           | ツアーファイナル兼結成3周年記念ライブ、「D.T.F.」「BY MY SIDE」を初披露 |

### リリースイベントツアー

#### 1st EP「Weather」発売記念[259]
| 開催日        | 会場                                    | 備考 |
| ------------- | --------------------------------------- | --- |
| 2022年6月4日  | あべのキューズモール（大阪府）          | 快晴 |
| 2022年6月11日 | アーバンドック ららぽーと豊洲（東京都） | 曇り |
| 2022年6月18日 | 仙台駅前EBeanS（宮城県）                | 曇り時々晴れ                                                                                             |
| 2022年7月2日  | ららぽーと柏の葉（千葉県）              | 晴れ |
| 2022年7月9日  | 昭島モリタウン（東京都）                | 曇り時々晴れ                                                                                             |
| 2022年7月24日 | 横浜ビブレ（神奈川県）                  | 晴れ |
| 2022年8月10日 | MAGNET by SHIBUYA109（東京都）          | 晴れのち曇り                                                                                             |
| 2022年8月11日 | ダイバーシティ東京 プラザ（東京都）     | 晴れ |
| 2022年8月14日 | イオンモール幕張新都心（千葉県）        | 曇り時々晴れ                                                                                             |
| 2022年8月21日 | ステラタウン大宮（埼玉県）              | 曇り |
| 2022年9月3日  | アーバンドック ららぽーと豊洲（東京都） | 曇り この日より「TEAM-B ベースボールシャツ」を使用したリリイベ用の新衣装を着用                           |
| 2022年9月11日 | セブンパーク アリオ柏（千葉県）         | 曇り 1部は前日誕生日の青山菜花がセットリストを作成。Mrs. GREEN APPLE「ダンスホール」のソロ歌唱も行った。 |
| 2022年9月24日 | 新宿マルイメン（東京都）                | 雨時々雷 ファイナル、荒天のため2部の開始時間が遅れた                                                     |

#### 4th SINGLE「Accent」発売記念[295]
| 開催日         | 会場                                    | 備考                               |
| -------------- | --------------------------------------- | ---------------------------------- |
| 2022年10月23日 | 横浜ビブレ（神奈川県）                  | 前説：白浜 チャイナドレス衣装      |
| 2022年10月29日 | ららぽーと富士見（埼玉県）              | 前説：内藤 ハロウィン衣装          |
| 2022年11月5日  | MAGNET by SHIBUYA109（東京都）          | 前説：青山 90年代ギャル衣装        |
| 2022年11月19日 | ららぽーと立川立飛（東京都）            | 前説：高井 メイド衣装              |
| 2022年11月23日 | セブンパーク アリオ柏（千葉県）         | 前説：白浜 この日よりAccent衣装    |
| 2022年11月27日 | ステラタウン大宮（埼玉県）              | 前説：内藤                         |
| 2022年12月3日  | 昭島モリタウン（東京）                  | 前説：青山                         |
| 2022年12月11日 | イオンモール幕張新都心（千葉県）        | 前説：高井                         |
| 2022年12月14日 | タワーレコード新宿店（東京都）          | 前説：白浜                         |
| 2022年12月17日 | ダイバーシティ東京 プラザ（東京都）     | 前説：内藤                         |
| 2022年12月28日 | アーバンドック ららぽーと豊洲（東京都） | 新型コロナウイルスの影響で開催中止 |
| 2023年1月7日   | アーバンドック ららぽーと豊洲（東京都） | 前説：青山                         |
| 2023年1月15日  | 池袋Club Mixa（東京都）                 | 前説：高井                         |
| 2023年2月5日   | タワーレコード渋谷店（東京都）          | 前説：白浜                         |
| 2023年2月18日  | 新宿マルイメン（東京都）                | 前説：内藤                         |

## 出演

### テレビ
- コアラモード.小幡康裕のガチンコスターダストプラネット（2019年7月18日（平瀬）、2020年1月23日（内藤・高井）、3月19日（内藤・高井）、4月21日（B.O.L.T・高井）、5月21日（青山）、6月30日（白浜）、7月16日（内藤）、8月19日（高井）、9月16日（白浜）、10月21日（青山）、11月4日（内藤）、12月9日（白浜）、2021年1月27日（内藤）、2月17日（青山）、3月17日（高井）、4月7日（白浜）、5月26日（内藤）、6月30日（高井）、7月15日（青山）、8月17日（内藤）、9月14日（高井・白浜）、10月7日（青山）、11月11日（内藤）、 12月14日（高井・白浜）、2022年1月27日（内藤・青山）、2月24日（高井）、3月15日（白浜）、4月26日（内藤）、5月10日（青山）、6月21日（高井）、7月5日（白浜）、8月23日（青山）、9月13日（内藤）10月20日（白浜）、11月28日（高井）、12月15日（内藤）、2023年1月26日（青山）、3月16日（内藤・高井）、フジテレビNEXT）[430]
- HOT WAVE 山本昇密着シリーズ ももいろクローバーZ「MomocloMania2019 -ROAD TO 2020- 史上最大のプレ開会式」篇（2019年9月1日、テレビ埼玉） - 内藤・高井
- MTV LIVE: EVIL LINE RECORDS 5th Anniversary FES."EVIL A LIVE" 2019（2019年9月28日、MTV）[431]
- おいしい記憶きかせてください（2019年12月15日、BSフジ）[432]
- @JAM TV powered by LIVE DAM Ai（2020年2月9日、日テレプラス）[433]
- ももクロと行く！ （特別編 2020年2月7日、広島編 4月4日・11日・18日・25日（高井）、特別編② 5月30日、スピンオフ編 6月13日（高井）、BS日テレ）[434]
- ドラマW 父と息子の地下アイドル（2020年2月23日、WOWOW） - 内藤・高井[435]
- ももクロChan〜Momoiro Clover Z Channel〜（2020年3月3日、テレビ朝日）[436]
- ニューイヤープレミアムパーティー2020〜Premium Stage（2020年3月7日、アイドル専門チャンネルPigoo）
- しおこうじ玉井詩織×坂崎幸之助のお台場フォーク村NEXT（2020年3月19日、2021年5月26日（高井）、2023年1月26日（内藤・高井）、2023年4月13日、フジテレビNEXT）[61]
- おはスタ「おばけずかん」（2020年4月8日（青山）[437]、 4月22日（青山）[438]、7月29日（高井）[439]、テレビ東京）
- HOT WAVE（2020年7月5日、7月12日、12月6日、テレ玉）[440]
- Love music（2020年7月12日、12月6日、2021年5月24日、9月5日、フジテレビ）[441]
- 関内デビル（2020年7月13日 - 17日、2022年9月16日、11月28日 - 12月2日、テレビ神奈川）[442]
- bbt music selection（2020年7月16日、10月8日、富山テレビ）
- MUSIC B.B.（2020年7月20日 - 26日、12月7日 - 13日、2021年5月24日 - 30日、12月13日 - 19日、2022年12月19日 - 25日、TOKYO MX・BS12 他）[443]
- ひるソン！（2020年11月13日、2021年6月22日、10月1日、2022年2月18日、テレビ東京）[444]
- 週末向けエンタメマガジン 5656（2020年12月3日、2021年12月9日、テレビ大阪）[445]
- アイドル大好き！ギュギュッとアイドル☆最強ランキング（2020年12月5日、ミュージック・ジャパンTV）[446]
- どんぶり委員長 第7話（2020年12月6日、BSテレ東） - 水族館に来ていた女の子たち ※カメオ出演[447]
- AIR（2020年12月7日、長崎国際テレビ）
- ドレスキーとコレスキー（2021年9月11日、12月11日・18日、2022年8月20日・27日、テレ玉）[448]
- マチコミ（2022年8月9日、テレ玉） - 内藤・高井[449]
- BomberE（2022年8月9日、メ～テレ） - 高井
- TACTY STATION（2022年8月17日 - 31日、J:COM）
- ちょい釣りダンディ（2022年8月30日、BSテレ東）※カメオ出演[265]
- New B.O.L.T Rising◇WOW!iSM（#1 2022年10月29日、#2 2022年11月30日、歌謡ポップスチャンネル）[450]
- おはよう！ももクロChan（2022年11月18日、2023年5月12日、BS朝日）[451][452]

### ラジオ（2021年以降）
- ラジオアミューズメントパーク『B.O.L.TのAttitude』（レギュラー）
  - 2021年10月1日 - 2022年3月25日 毎週金曜 21:00〜22:00（秋田放送、ラジオ福島、北日本放送、福井放送、和歌山放送、山口放送）[194]
  - 2022年9月30日 - 2023年3月31日 毎週金曜 21:00～22:00（秋田放送、ラジオ福島、北日本放送、福井放送、静岡放送、和歌山放送、山陰放送、山口放送）[453]
- B.O.L.Tの1万ボルト（レギュラー）
  - 2021年12月の1カ月限定プログラム 毎週火曜深夜24:00〜24:30（interfm）[214]
  - 生放送＆生配信特番「B.O.L.Tの1万ボルト~目指せ！生特番中に1万ボルト～」2022年2月26日（interfm）[228]
- B.O.L.Tの10万ボルト（レギュラー）
  - 2022年4月1日 - 9月30日 毎週金曜 25:00〜25:30（interfm）[240]
  - 生放送特番「B.O.L.Tの10万ボルト」Special Program 『7月15日は“B.O.L.Tの日” 結成3周年記念生放送スペシャル』2022年7月15日（interfm）[454]
- B.O.L.Tの100万ボルト（レギュラー）
  - 2022年10月4日より 毎週火曜日 24:00～24:30 （interfm）[455]
- ギュウゾウとPinokkoの雷ヘッドライナー（2021年3月28日、4月4日、4月11日、5月16日、5月23日、12月12日、12月19日、2022年7月17日、7月24日、RADIO BERRY）[456][457]
- HITS! THE TOWN（2021年5月8日、FM NACK5）[458]
- 60TRY部（2021年5月12日、9月2日、12月15日、2022年8月17日、12月20日、ラジオ日本）
- トレンディエンジェルのPePePeラジオ（2021年5月15日、文化放送）
- 木村ミサの推シゴトラジオ（2021年5月19日[459]、5月26日、9月8日[460]、9月15日、2022年1月8日、22日、interfm）
- DIG!!!!!!!! FUKUOKA（2021年5月20日、FM福岡）
- OITA MAGIC HOUR（2021年5月20日、FM大分）
- オトナビゲーション（2021年5月21日、RKBラジオ）
- キャッチ！（2021年9月1日、2022年12月14日、e-radio）
- バリバリMonster（2021年9月12日、FM FUJI）
- 推シマシ（2021年12月9日、CBCラジオ）
- 前迫潤哉＆十味 音の箱（2021年12月12日、文化放送）
- あなたにハッピー・メロディ（2022年1月18日、ニッポン放送系列）
- らじいしワイド764水曜日～水曜アイドル石巻～（2022年6月15日、8月18日、ラジオ石巻）
- MID Artist Selection（2022年7月12日、MID-FM）
- ジェネZZ（2022年8月2日、bayfm）
- レコメン！（2022年8月9日、文化放送）[461]
- 伊織もえのチューチューチューズデー（2022年8月16日、interfm）
- 勝手にアイドル祭り'22～Summer Splash～（2022年8月21日、AIR-G）（コメントゲスト）
- Memories & Discoveries（2022年8月24日、TOKYO FM、JFN）（コメントゲスト）
- J3 Tuesday～Midnight I.Q.(Idol Quest)～（2022年12月13日、FM大阪）（コメントゲスト）
- ふくわうち（2022年12月15日、SBSラジオ）
- TWILIGHT MAGIC（2022年12月15日、FM GIFU）
- だって好きなんだもん！（2022年12月16日、KBS京都ラジオ）（コメントゲスト）
- いぎなり東北産・橘花怜のスタプラアイドルラジオ 増刊号（2023年1月8日、ニッポン放送）（コメントゲスト）

### CM
- リミスタアプリWeb CM第二弾 B.O.L.T編（2021年、株式会社ブートロック）[462][463]

### 舞台
- ももクロ一座特別公演（2019年8月17日 - 26日） - 内藤・高井・平瀬[19]

### インターネットテレビ／ライブ動画配信
- ニコニコ生放送「【ももいろクローバーZ】MomocloMania2019 〜興奮の会場から音漏れ配信 メンバー生出演」 2019年8月4日（内藤・高井）[17]
- ニコニコ生放送「【EVIL LINE RECORDS 5th Anniversary FES.“EVIL A LIVE” 2019】最速放送」 2019年8月24日[464]
- テレ朝動画「川上アキラの人のふんどしでひとりふんどし」＃200 2019年9月2日（高井）[25]、＃211 11月11日（平瀬）[32]、#215 12月9日（内藤・高井）[465]、#250 2020年11月16日[101]、#263 2021年2月22日[123]、＃266 3月22日[466]
- ニコニコ生放送「B.O.L.T「ここから」CD発売記念イベント独占生中継」 2019年11月15日[35]
- 下北FM『DJ Tomoaki's Radio Show!』2019年11月21日（内藤・高井）[467]、2020年5月7日（内藤）[468]、6月25日（高井）[469]、12月24日（内藤）[114]、2021年5月13日（高井・青山）[470]、2022年4月21日（内藤）[471]
- ニコニコ生放送「ニコS 〜B.O.L.T編 〜」2020年7月3日[77]
- Rakuten LIVE「girls talk!!! 2.」2020年7月21日、11月25日
- ニコニコ生放送「B.O.L.Tライブ生中継「SHAONKAI〜あやなの（小6）小学生ラストライブヤリマス!!!!〜」」2021年3月27日[132]
- YouTube「EVIL A LIVE ONLINE ARCHIVE FESTIVAL 2021」2021年4月3日[472]
- テレ朝動画「ももクロChan〜Momoiro Clover Z Channel〜」＃560 2021年7月16日[473]
- ドイツの漫画アニメイベント「Connichi 2021」に「ALTERNATIVE MUSIC EXPRESS Special Panel」として2021年7月31日のライブ映像とコメントが配信された。[474]
- ミクチャ「SACO FES.DX 開催直前 生配信トーク番組」2021年11月18日

## 書籍・雑誌・新聞
- 「マイナビ進学マガジン」（非売品）2019年9月号、2019年12月号、2020年11月号[475]
- 「OVERTURE」No.020 2019年9月27日発売（高井）[476]
- 「Top Yell NEO 2019-2020」 2020年1月8日発売[477]
- 「BUBKA」2020年7月・8月合併号 2020年6月30日発売[478]、2021年1月号 11月30日発売[479]、2021年7月号 5月31日発売[480]、2021年10月号 8月31日発売、2022年1月号 11月30日発売
- 「Skream!マガジン」（フリーマガジン）2020年7月号[481]、2020年12月号[482]、2021年5月号[483]、2021年9月号[484]、2021年12月号[485]、2022年8月号[486]、2022年12月号[487]
- 「夕刊フジ」2020年7月9日（高井）
- 「スポーツ報知」2020年7月13日
- 「bounce」440号（フリーマガジン）2020年7月25日[488]、450号 2021年5月25日[489]、464号 2022年7月25日[490]
- 「BIG ONE GIRLS」2020年9月号 2020年7月31日発売[491]
- 「BOMB」2020年9月号 2020年8月6日発売、2021年1月号 12月9日発売、2021年6月号 2021年5月8日発売、2021年10月号 2021年9月9日発売、2022年1月号 2021年12月9日発売、2022年9月号 2022年8月8日発売、2023年2月号 2023年1月7日発売
- 「TV LIFE」2020年11月25日発売[492][493]、2021年5月26日発売[494][495]、2021年12月8日発売[496]、2022年8月3日発売[497]
- 「Quick Japan」2021年2月26日発売[498][499]
- 「月刊エンタメ」6・7月合併号 2021年4月28日発売
- 「music UP's」Vol.199 2021年5月20日発行、Vol.203 2021年9月20日発行、Vol.218 2022年12月20日発行（フリーマガジン）[500]
- 「Quick Japan」vol.158 2021年12月24日発売[501]
- 「MARQUEE」Vol.147 2022年8月22日発売[502]
- 「推しが輝く瞬間が撮れる！ アイドル撮影テクニックガイド-ON STAGE＆OFF SHOT-」2022年9月26日発売[503]
- 「Top Yell NEO 2022-2023」 2022年12月28日発売
- 「朝日小学生新聞」2023年2月17日

## WEB
Skream!
- 生バンドによる本格ロック・サウンドでB.O.L.T流ポップを鳴らすメジャー・デビュー1stアルバム『POP』を7/15リリース（2020年7月13日）[504]
- B.O.L.T初シングル完成記念、メロコア・サウンド且つ踊れるアッパー・チューン手掛けたJoseとの座談会実現。B.O.L.Tの動画メッセージも（2020年12月8日）[505]
- B.O.L.Tシングル『スマイルフラワー』完成記念、表題曲提供したMisakiとの座談会実現。B.O.L.Tの動画メッセージ＆TikTok動画もアップ（2021年5月18日）[506]
- 結成2周年を迎え"より外へ能動的な姿勢"を掲げていく彼女たちが、2ndアルバム『Attitude』を明日9/1リリース（2021年8月31日）[507]
- 歌詞に料理用語を巧みに取り入れた、桜井日奈子主演ドラマ"ごほうびごはん"OP主題歌シングル『More Fantastic』を明日12/15リリース（2021年12月14日）[508]
- 多彩な作家陣によって、移り変わる天気のように様々な感情が表現された1st EP『Weather』を明日8/10リリース（2022年8月9日）[509]
- レギュラー番組"B.O.L.Tの100万ボルト"収録現場に密着、2022年を振り返る。ニュー・シングル『Accent』明日12/14リリース（2022年12月13日）[510]

音楽ナタリー
- B.O.L.T「POP」特集 メンバーインタビュー（2020年7月15日）[511]
- B.O.L.T「Don't Blink」特集 B.O.L.T×伊原六花の対談＋メンバーインタビュー（2020年12月9日）[512]
- B.O.L.T「スマイルフラワー」インタビュー（2021年5月19日）[513]
- B.O.L.T「Attitude」インタビュー｜受動から能動へ、2ndアルバムで示す4人の新たな“Attitude”（2021年9月1日）[514]
- B.O.L.T「More Fantastic」インタビュー｜2021年を駆け抜けて “Fantastic”になった4人、新曲で調味料になりきる（2021年12月15日）[515]
- B.O.L.T「Weather」インタビュー｜天気のように多彩な感情が1枚に、メンバーが全曲解説（2022年8月10日）[516]
- B.O.L.T「Accent」インタビュー｜飛躍の1年を締めくくる“アクセント”満載の新曲、4人が選んだ今年の漢字は（2022年12月14日）[517]

BARKS
- B.O.L.T、純粋無垢な小学生とお姉さんの4人組がメジャーデビュー（2020年7月15日）[518]

Real Sound
- B.O.L.Tが語る、『POP』とメンバーそれぞれの魅力「ファンの人たちと育てていきたい」（2020年7月15日）[519]

OTOTOY
- B.O.L.T、1日のはじまりから終わりまで一緒に過ごせるファースト・アルバム『POP』リリース（2020年7月15日）[520]
- B.O.L.T、ファースト・シングル「Don’t Blink」─初ワンマン・ライヴを成功させた彼女たちが見る未来（2020年12月3日）[521]
- 笑顔で世界に花を咲かそう!──B.O.L.Tが届けるラヴ・アンド・ピースなセカンド・シングル『スマイルフラワー』（2021年5月19日）[522]
- B.O.L.Tが世界に示す新たな『Attitude』──メンバーによる最新アルバム全曲完全解説!（2021年9月2日）[523]
- はじめてのツアーを経て、もっと“Fantastic”になりました!──B.O.L.Tが放つ、カラフルでポップな新作（2021年12月16日）[524]
- この夏はB.O.L.Tが優勝だ!──爽快でエモーショナルなロック・チューンを詰め込んだファースト・EP（2022年8月11日）[525]
- B.O.L.Tが彩る、この美しい日々──最新シングル『Accent』が開いた、グループとしての新境地（2022年12月15日）[526]

スターダスト公式サイト
- B.O.L.Tの輪をどんどん広げていきたい！（2020年7月26日）[527]
- この作品で私たちの『Attitude』、つまりB.O.L.Tとしての"姿勢"を見てほしいという思いが込められています（2021年9月1日）[528]

Fender
- Start with Squier® Vol.9・Vol.10（2020年11月17日・24日）[529][530]

TV LIFE web
- B.O.L.Tインタビュー「音楽好きな方に刺さると思うので、まずは楽曲を聴いてほしい！」（2020年11月25日）[493]
- B.O.L.Tインタビュー「聴くだけで自然に笑顔になれる楽曲です」（2021年5月26日）[495]
- B.O.L.Tインタビュー「空想することで、もっと人生を楽しもうという楽曲です」 3rdシングル「More Fantastic」リリース（2021年12月15日）[531]
- B.O.L.Tインタビュー「電話ボックスから出られなくなりました（笑）」1st EP「Weather」リリース（2022年8月10日）[532]

ザテレビジョン
- 令和初の“スタプラアイドル”B.O.L.T「知っていただく入口になる曲が増えた」初シングル発売＜Interview＞（2020年12月3日）[533]

EVIL A MAG
- B.O.L.T 1stシングル「Don’t Blink」発売記念オフィシャルインタビュー（2020年12月16日）[534]
- B.O.L.T「POP」ONE MAN LIVE@Zepp Tokyo』Blu-ray発売記念インタビュー（2020年3月10日）[535]
- B.O.L.T 2ndシングル「スマイルフラワー」発売記念インタビュー（2021年5月24日）[536]
- B.O.L.T 3rdシングル「More Fantastic」発売記念インタビュー（2021年12月21日）[537]

WANI BOOKS NewsCrunch
- 内藤るながあえて『20歳の誕生日前夜』のステージにこだわる理由（2020年12月17日）[538]
- 令和の象徴!? 小学６年生・青山菜花が単独ライブで目覚めた『アイドル道』（2020年12月18日）[539]
- ずーっと小学生のままでいたい!? 白浜あや、12歳の『プロ意識』（2020年12月19日）[540]
- 休養中に「３人」での活動を見て高井千帆が気づいた『自分の居場所』（2020年12月19日）[541]
- 過渡期が同時進行中するなかで進化を続けるB.O.L.Tの未来図（2021年3月3日）[113]
- 春に咲き誇る笑顔いっぱいの花たち。B.O.L.T内藤るな＆青山菜花インタビュー（2021年5月20日）[542]
- 幸せの笑顔の種を日本中に届ける！ B.O.L.T高井千帆＆白浜あやインタビュー（2021年5月21日）[543]
- “あやなの”の「13歳、真夏の大冒険」開幕！ 今年の夏しか目撃できないB.O.L.Tの姿（2021年9月3日）[544]
- 長い歴史を紡いできた高井千帆と内藤るなが語るB.O.L.Tの「現在地」と「これから」（2021年9月10日）[545]
- 限界を決めずにどこまでも！ 高井千帆・青山菜花のファンタスティックな挑戦!!（2021年12月17日）[546]
- ２人は未来の大女優!? 内藤るな・白浜あやのMore Fantasticな実力（2021年12月24日）[547]
- いま見ておかないと間に合わない！？ 急成長を続ける“あやなの”を見逃すな！（2022年8月12日）[548]
- アイドルとして年月を重ねる内藤るなと高井千帆の「B.O.L.Tとしての３年間」に迫る（2022年8月19日）[549]
- 内藤るなが“100億点の被写体”と絶賛した青山菜花の“開花前夜”ショット（2022年12月16日）[550]

Mikiki
- B.O.L.T『スマイルフラワー』独自の甘辛ミックス・スタイルで笑顔の花を咲かせたニュー・シングルを語る!（2021年5月18日）[551]
- B.O.L.T『Attitude』Dragon Ashのヘヴィーなカヴァーや新境地的バラードで〈発信する姿勢〉を強めた飛躍作を語る（2021年9月9日）[552]
- B.O.L.T『Weather』結成3周年を経た4人が語る、自分たちらしいポップパンク満載の初EP（2022年8月9日）[553]

OKMusic
- 【B.O.L.T インタビュー】ひとりの行動が周りに影響を与えて世界が変わっていく（2021年5月20日）[554]
- 【B.O.L.T インタビュー】自分たちから自分たちの姿勢、“Attitude”を発信！（2021年9月8日）[555]
- 【B.O.L.T インタビュー】料理にまつわる言葉と恋心を絡めている歌詞にすごく感動した（2021年12月17日）[556]
- 【B.O.L.T インタビュー】今回のEPにはいろんな気持ちがフィーチャーされた歌詞の曲がある（2022年8月11日）[557]
- 【B.O.L.T インタビュー】ポップパンクでもこんなふうに秋冬を表現できる（2022年12月14日）[558]

W online
- Interview 今の私たちを見てほしい B.O.L.T（2021年9月1日）[559]
- Interview 心配や不安が押し寄せてしまうときにぜひ聴いてほしい　B.O.L.T（2021年12月18日）[560]
- B.O.L.T 「1曲1曲想いを込めて、楽曲の良さが100%届くように工夫した2ndツアー」 Interview（2022年8月9日）[561]

E-TALENTBANK
- 今勢いに乗るB.O.L.T！「ボルテージあげあげセトリでいきたい」フェス盛り上げ宣言【『ツインテールフェス2022』出演グループインタビュー】（2022年1月29日）[562]

ガルポ！
- 【B.O.L.Tインタビュー】 4人それぞれの夏に食べたいグルメは？「B.O.L.Tカレー部」の活動にも言及！（2022年6月16日）[563]

## B.O.L.T.V 〜ボルティービー〜
B.O.L.Tの公式YouTubeチャンネルにて不定期に生配信されているB.O.L.Tの冠番組である。
| 配信日         | 内容 |
| -------------- | --- |
| 2019年11月20日 | B.O.L.T初のYouTubeライブでの生配信。あやなのからの挑戦状としてクイズを出題。また、高井千帆18歳の誕生日のお祝いも行われた。 |
| 2019年12月21日 | 「B.O.L.T式 黒ひげ危機一発」を実施。また、内藤るな19歳の誕生日のお祝いも行われた。 |
| 2020年1月9日   | |
| 2020年1月29日  | メンバーそれぞれが番組タイトル案を出してスタッフによる投票を行った結果、高井千帆の「B.O.L.T.V 〜ボルティービー〜」に決定した。 また、5月13日にメジャーデビューアルバムが発売されることが発表された。 |
| 2020年2月13日  | バレンタイン企画として「材料争奪 一番かわいい手作りチョコを作るのは誰だ？」を開催。 また、3月からの1stアルバムリリースツアー第一弾の日程と、5月16日の1stワンマンライブ開催を発表した。 |
| 2020年2月26日  | 3月1日と8日のリリースイベントが新型コロナウイルス感染拡大防止のため中止になった代わりに、3月1日にネットサイン会を実施することが発表された。ネットサイン会のやり方の説明では内藤るな扮する「長ネギさん」が登場した。 |
| 2020年3月1日   | メジャーデビュー1stアルバムリリース記念インターネットサイン会を実施。B.O.L.T初のネットサイン会となった。 また、「身振り手振り気持ちで伝えろ チーム対抗ジェスチャークイズ大会」も行った。 |
| 2020年3月8日   | ネットサイン会を実施。「身振り手振り気持ちで伝えろ チーム対抗ジェスチャークイズ大会 Part2」「自分の頭の上にある言葉を言った人が終わるゲーム」も行った。 |
| 2020年3月14日  | ネットサイン会を実施。また、スタッフとメンバーによる高井千帆の高校卒業式が行われた。 |
| 2020年3月21日  | スライム作りにもチャレンジした。「身振り手振り気持ちで伝えろ チーム対抗ジェスチャークイズ大会 Part3」も行った。 |
| 2020年3月28日  | ネットサイン会を実施。「身振り手振り気持ちで伝えろ チーム対抗ジェスチャークイズ大会 Part4」も行った。 |
| 2020年4月11日  | 番外編『白浜あや 12歳のお誕生日スペシャル!!』 |
| 2020年5月16日  | 『#家にイマス Special！』 初ワンマンライブの当初の開演予定日だったこの日、開演予定時間だった16:30より配信開始。自宅からのリモート配信を行った。 |
| 2020年5月30日  | 『#家にイマス Special！』 |
| 2020年6月6日   | 『#家にイマス Special！』 |
| 2020年6月13日  | 『#家にイマス "oyatsu party sp"』 |
| 2020年6月21日  | 『#家にイマス Special！』 メジャーデビューアルバム「POP」のジャケット写真やアルバムコンセプトが発表された。 |
| 2020年6月27日  | ネットサイン会を実施。新衣装での登場で、新型コロナウイルスによる緊急事態宣言解除後初の4人集合での配信となった。 |
| 2020年7月15日  | 初のワンマンライブ「B.O.L.T 1st ALBUM RELEASE ONE MAN」の振替公演が2021年5月16日に下北沢GARDENで開催されることが発表された。 |
| 2020年7月25日  | |
| 2020年8月9日   | ネットサイン会を実施。 |
| 2020年8月12日  | ボル祭が開催された。 |
| 2020年8月22日  | ネットサイン会を実施。 |
| 2020年8月23日  | ネットサイン会を実施。 |
| 2020年8月27日  | 「画伯が心配です お絵かき伝言ゲーム」「身振り手振りで気持ちを伝えろ チーム対抗ジェスチャーゲーム大会 動作編」「絵しりとり」を行った。 |
| 2020年9月22日  | カードゲーム「ナンジャモンジャ」と「ATEKKO（アテッコ）」で遊んだ。また、12月に1stシングルをリリースすることが発表された。 |
| 2020年10月8日  | B.O.L.T.V初のゲストにTEAM SHACHIの大黒柚姫とSCRAPの瀬戸口俊介を迎えて、全員一致ゲーム・射的・謎検などが行われた。 |
| 2020年10月14日 | 『#ZeppでBOLT LIVE直前スペシャル』 「THE 曲もホッサゲ！POP JAM」コーナーでは「スーパースター」の解説が行われた。 |
| 2020年10月22日 | 『〜Zeppライブ振り返り特番〜』 |
| 2020年11月8日  | 『ちょっと早いけど、ちぃちゃんお誕生日会やっちゃうよ』 側弯症の手術のため翌日より活動を一時休養する高井千帆の少し早い19歳のお祝いが行われた。 |
| 2020年11月14日 | メンバーpresentsとして、内藤るな持ち込み企画「二人羽織でおしゃれをしよう」、白浜あや持ち込み企画「あのあれゲーム」、青山菜花持ち込み企画「いつどこで誰が何をどうしたゲーム」を行った。 |
| 2020年11月21日 | 「あなたに言われたいゲーム」「ポーズ合わせゲーム」を行った。 |
| 2020年12月5日  | 『"どんぶりんでどんぶり飯作るどん!"』 前半はB.O.L.T「Don't Blink」どんぶりん付きCD”発売記念インターネットサイン会を実施。 後半は、活動を一時休養していた高井千帆がサプライズで復帰し、“どんぶりん”を使って各メンバーそれぞれがランダムで決まった食材でどんぶり飯を作った。 |
| 2020年12月13日 | ドラマ「どんぶり委員長」に出演した際の撮影秘話を披露した。また、メンバー持ち込み企画「メンバーだったらわかるよね B.O.L.T楽曲逆再生ゲーム」「誰が一番食いしん坊？第一回効きじゃがりこ対決」を行った。 |
| 2021年1月23日  | 「私たちの記憶に残る傑作集」と題して2020年の名場面をVTRと共に振り返った。 |
| 2021年2月11日  | バレンタインデー企画として「チョコレートをセレクトしてラッピング 誰が一番センスあるの？」を開催。また、「ジェンガで遊んで天の声の指令に答えよう」も行った。 |
| 2021年2月23日  | Awww!の公野舞華・田中海凪・中山碧瞳がゲスト。おもてなし企画「みんなでカイカン！狙いを定めて景品を撃ちまくれ」を行った。 |
| 2021年3月7日   | 「SHAONKAI〜あやなの（小6）小学生ラストライブヤリマス!!!!〜」の情報が解禁された。コーナーは「どれを取っても逃げられない！B.O.L.T式ジェンガゲーム」。 |
| 2021年3月18日  | SHAONKAI第1部の公演内容の一部とグッズ情報が発表された。コーナーは「気持ちはみ～んな一緒だよ B.O.L.Tの結束力を見せてやる 気合い編」。 |
| 2021年3月25日  | 前回に引き続き、SHAONKAIの公演内容やグッズについて紹介した。 |
| 2021年3月31日  | 「SHAONKAI〜あやなの（小6）小学生ラストライブヤリマス!!!!〜をヤリマシタ!!!!」と題してライブを振り返った。あやなのちゃんにとって小学生最後の配信となった。 |
| 2021年5月1日   | トークは「BOLTSPRING 2021」の振り返りと、スマイルフラワーMV撮影の裏話。コーナーは「二人羽織でおしゃれをしよう パート2」「いつ誰がどこで何をしたゲーム」を行った。 |
| 2021年5月18日  | 「スマイルフラワー」発売を記念して行われた「命の水はあなたのスマイル 笑顔で世界に花を咲かそうのコーナー」では、メンバーそれぞれが「笑顔になれる○○」をテーマにして自由に考えた出し物を発表し、爆笑と感動に包まれた。 |
| 2021年6月5日   | 「B.O.L.Tピンチを乗り越えられるか？ キャット&チョコレート日常編」「無ければ創ってしまえばいい 変な漢字ゲーム」 |
| 2021年7月9日   | 「あっちゅーまだけど色々あったよ 蔵出し企画 あっちゅーまに周年を振り返ろう」では結成からの2年間を振り返り、「出てくる出てくる B.O.L.Tにまつわるおもしろ話を暴露しよう」ではスタッフからエピソードが披露された。また、「B.O.L.T 2nd ANNIVERSARY LIVE」のグッズが発表された。 |
| 2021年8月31日  | 「あっちゅーまにフラゲ日 Attitudeを語っちゅーど」2ndアルバム「Attitude」全曲についてメンバーがたっぷりと語った。VTR「内藤さん独り言集」と新グッズ公開も。 |
| 2021年9月20日  | 「気持ちはみ～んな一緒だよ B.O.L.Tの結束力を見せてやる！」「忙しい人のためのB.O.L.T関東デマスツアー初日ダイジェスト」 |
| 2021年10月2日  | 初の収録（番外編を除く）によるプレミア公開で、直近の活動やツアーの振り返りや、「ラジオアミューズメントパーク『B.O.L.TのAttitude』」のエピソードを語った。 |
| 2021年11月14日 | スタプラフェスやギュウ農フェスの振り返りと、11月19日のワンマンライブについて話した。 |
| 2021年12月5日  | 「B.O.L.T 3rdシングル『More Fantastic』発売直前スペシャル」 |
| 2021年12月16日 | 「祭りだ祭りだ！もういくつ寝るとLuna FESTIVALがやって来る？」コーナーではLuna FESTIVALに関する情報とグッズが公開された。また、ドラマ「ごほうびごはん」にちなんで“お題の料理に対して材料を言わずにおいしさを表現して相手に当ててもらうゲーム”も。 |
| 2022年1月29日  | 「2022年 今年叶えたいこと発表します」コーナーではメンバーが個人的に達成したい目標を発表した。ゲームコーナーは「どれを取っても逃げられない！B.O.L.T式ジェンガゲーム パート2」。また、4月9日にワンマンライブが開催されることが発表された。 |
| 2022年2月27日  | 前日にinterfmで生放送された『B.O.L.Tの1万ボルト~目指せ！生特番中に1万ボルト～』の企画から「B.O.L.Tの1万ボルト名物 英語縛りゲーム」「1万ボルトリベンジ B.O.L.Tの中継コーナー」「まだまだ行ける B.O.L.Tの大喜利コーナー」を行った |
| 2022年3月19日  | 「R・ベッカーズ池袋東口店×B.O.L.T コラボキャンペーン抽選会のコーナー」と、富士フイルムWONDER PHOTO SHOPのポップアップイベントの詳細発表、ワンマンライブのグッズ紹介、そしてツアーの発表と、新情報が“ボルだくさん”な内容だった。 |
| 2022年4月15日  | 「『BOLTSPRING 2022 ＆ ｢POP｣ONE MAN LIVE Revival』B.O.L.Tの春をもう一度」ではワンマンライブをじっくり振り返った。また、ライブの撮可タイムにファンが撮影した写真「【#可愛い被写体のいる生活】in 下北沢シャングリラ」のメンバー賞とMOST賞が発表された。 |
| 2022年5月1日   | 直近の活動の振り返りと、ツアーグッズの紹介。天の声さんが不在のため白浜あやが進行を務めた。 |
| 2022年6月17日  | 直近の活動やツアー前半戦やリリイベの振り返りトーク。新EPリリースイベントの追加日程の発表も。前回に引き続き進行は白浜あや。 |
| 2022年7月22日  | 『B.O.L.T Presents Early Summer Tour 2022「RE; B.O.L.T」& 3rd ANNIVERSARY LIVEとか、ボルだくさんだったボル』と題して、ツアーや最近の活動について地底人とともに振り返った。 |
| 2022年8月13日  | 初の公開生配信『1st EP「Weather」発売記念 B.O.L.T.V公開生放送＠HMVエソラ池袋』を開催。「ももクロ夏のバカ騒ぎ2022 -MOMOFEST-」外周パークの「MOCK IN STAGE」やモッキンやTOKYO IDOL FESTIVAL 2022など、直近の活動の振り返り、事前にファンから募集した「メンバーに話してほしいトークテーマ」について話すコーナー、「気持ちはみ～んな一緒だよ B.O.L.Tの結束力を見せてやる Weather編」コーナーと盛りだくさんな内容となった。 |
| 2022年9月4日   | 『B.O.L.T.V～特別編～ちぃちゃんいなくてもできたよSP～』前日にららぽーと豊洲で行われたリリースイベントにて公開収録。 |
| 2022年9月18日  | 「リリイベファイナルまであと少し 楽しい話いろいろ話そう」リリイベを中心に直近の活動を振り返った。また、11月と12月のワンマンライブ3本が発表された。 |
| 2022年10月6日  | 直近の活動とWeatherリリイベの振り返りと、8月13日の公開生配信用に募集したトークテーマにも追加で答えた。また、4thシングルの発売日や詳細情報も公開された。 |
| 2022年10月12日 | B.O.L.T.V 特別企画「B.O.L.Tの世界を釣る！秋の大漁祭SP」前編 |
| 2022年10月19日 | B.O.L.T.V 特別企画「B.O.L.Tの世界を釣る！秋の大漁祭SP」中編 |
| 2022年10月21日 | 「あと2日 B.O.L.T 4thシングル発売記念リリースイベント始まるよー」と題して、10月23日にスタートするリリイベの流れや内容などの説明が行われた。 |
| 2022年10月26日 | B.O.L.T.V 特別企画「B.O.L.Tの世界を釣る！秋の大漁祭SP」後編 |
| 2022年11月14日 | 高井千帆一人での配信。11月20日の生誕ライブのタイトルやグッズなどが発表された。 |
| 2022年11月25日 | 「4thシングル発売まであと少し タイトルは『Accent』」では4thシングル「Accent」の楽曲、ジャケット、衣装などについて話した。 |
| 2022年12月13日 | 「今日は何の日？ B.O.L.T 4thシングル『Accent』がフラゲできちゃう日！そして明日は発売日！」 |
| 2022年12月18日 | ２部制の公開生配信。1部『4th SINGLE『Accent』発売記念公開B.O.L.T.V第2部 みんなの生活にアクセントを！』では「河保 渦が聞く 4th SINGLE『Accent』のここが知りたい！」「B.O.L.T 4thシングル『Accent』リリースツアーハイライトムービー前半戦」。2部『4th SINGLE『Accent』発売記念公開B.O.L.T.V第2部 みんなの生活にアクセントを！Part.2』では「ジェスチャークイズ大会」、抽選で選ばれたファンの方を交えた「気持ちはみ～んな一緒だよ B.O.L.Tの結束力を見せてやる 5人編」、「B.O.L.T 4thシングル『Accent』リリースツアーハイライトムービー後半戦」を行った。 |
| 2022年12月20日 | 内藤るな一人での配信。Luna FESTIVAL 2022 のグッズなどが発表された。 |
| 2023年1月9日   | 公開生配信。抽選で選ばれたファンの方を交えて「公開B.O.L.T.V みんなで遊んだのが楽しくて すぐ計画しちゃったよ 第一部」「あなたは見破れるかな？嘘つきは誰だゲーム」「気持ちはみ～んな一緒だよ B.O.L.Tの結束力を見せてやる 5人編 パート2」を行った。 |
| 2023年2月3日   | 『今日は節分の日 みんなで春を元気に迎えよう』 節分当日ということで豆を使った玉入れ「果たして私たちに温かい春は来るのか？チーム対抗 福ボルだくさん獲得ゲーム」を行った。 |
| 2023年4月8日   | 【B.O.L.T.V最終回SP】当日公開収録された模様を配信。「いろんなことがありました。B.O.L.T.V○○大賞」では、これまでの配信を振り返り印象に残った出来事を披露した。また、過去に一番面白かったコーナーということで「身振り手振り気持ちで伝えろ ジェスチャークイズ大会 The LAST」を行った。 |

## 備考

### キャラクター
公式キャクラクターは無いが、メンバーが生み出した非公式キャラクターがある。
- 「イルフラ」は、2021年5月18日のB.O.L.T.Vにて登場した、高井千帆が生んだお花のキャラクターで、名前はB.O.L.Tの曲名「スマイルフラワー」から来ている。鼻筋の通った高い鼻で、背中には羽が生えてて飛べる。街に笑顔の花が咲いてるかパトロールしてる。[609] 非公式キャラながらB.O.L.Tの公式グッズにも採用されている。
- 「ボルちゃん」は、2019年12月15日放送のBSフジ「おいしい記憶きかせてください」で高井千帆が作った弁当のおかずの一つで、うずら卵のキャラクター。目はゴマ、口は人参で、ひよこみたいなかわいい見た目。[637] なお、B.O.L.Tメンバーのことを親しみを込めて「ぼるちゃんｽﾞ」と呼ぶことがあるが、このボルちゃんとは別である。

### 主なスタッフ
レコード会社や所属事務所などの多くのスタッフがももいろクローバーZと共通である。
- 川上アキラ（スターダストプロモーション）- プロデューサー 。（ももいろクローバーZと浪江女子発組合のプロデューサー兼マネージャー）
- 宮本純乃介（キングレコード）- プロデューサー兼A&Rチーフディレクター。（EVIL LINE RECORDSのレーベルヘッド、ももいろクローバーZのプロデューサー兼A&Rチーフディレクター、浪江女子発組合のエグゼクティブプロデューサー）
- 長島幸司（キングレコード）- 通称「地底人」。プロデューサー兼A&Rディレクター。（浪江女子発組合のプロデューサー）
- 斉藤久美子（キングレコード）- 通称「天の声」。プロモーター。（ももいろクローバーZと浪江女子発組合も担当）
- 横尾知浩（キングレコード）- 通称「海坊主」セールスプロモーター、特典会担当。（浪江女子発組合も担当）
- 川添拓海（キングレコード）- 通称「川坊主」（別名「河保 渦」）セールスプロモーター、特典会担当。（浪江女子発組合も担当）
- 船越菜未（スターダストプロモーション）- 通称「ぼるまね 73ちゃん」。元B.O.L.T担当マネージャー。
- 中谷花（スターダストプロモーション）- 通称「ぼるまね 87ちゃん」。マネージャー。
- 佐藤守道（スターダストプロモーション）- A&R担当兼マネージャー。（AMEFURASSHI A&Rプロデューサー兼ディレクター兼マネージャー、ももいろクローバーZ A&R、浪江女子発組合 A&R兼マネージャー）
- 渡辺諒（スターダストプロモーション）- 通称「B.O.L.T_Official YouTube Channel」（B.O.L.T公式YouTubeチャンネル）略して「ボル式」。映像・配信・NFT担当。（ももいろクローバーZ・AMEFURASSHI・浪江女子発組合なども担当）
- 矢崎秀子（スターダストプロモーション）- 通称「ヤザキング」。元B.O.L.T担当マネージャー。